# 澳門Rosa小巴
澳門自1988年引入三菱扶桑Rosa（英文：Mitsubishi Fuso Rosa，日文：三菱ふそう・ローザ）作為公共巴士，是首個巴士車款獲得三間巴士公司（澳巴、新福利及已合併的新時代）購置及使用。而澳門更是全球唯一營運雙門版Rosa小巴的地方。
隨著Rosa小巴車齡漸高，新福利大部分Rosa小巴的車齡已達10年，已於2024年6月29日全數退役。而澳巴的Rosa小巴則一直營運至今。

## 歷史

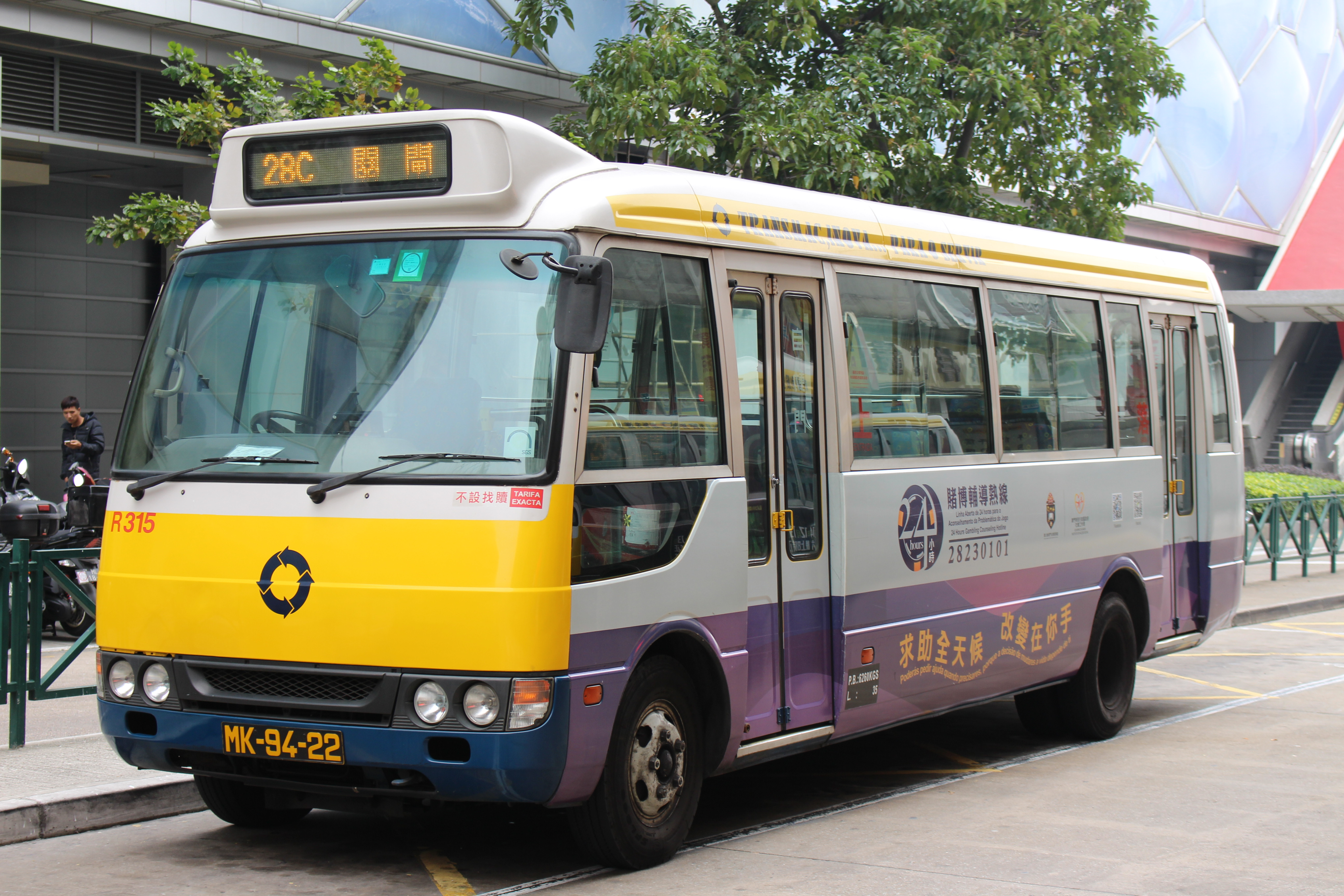
雙門版本的ROSA小巴

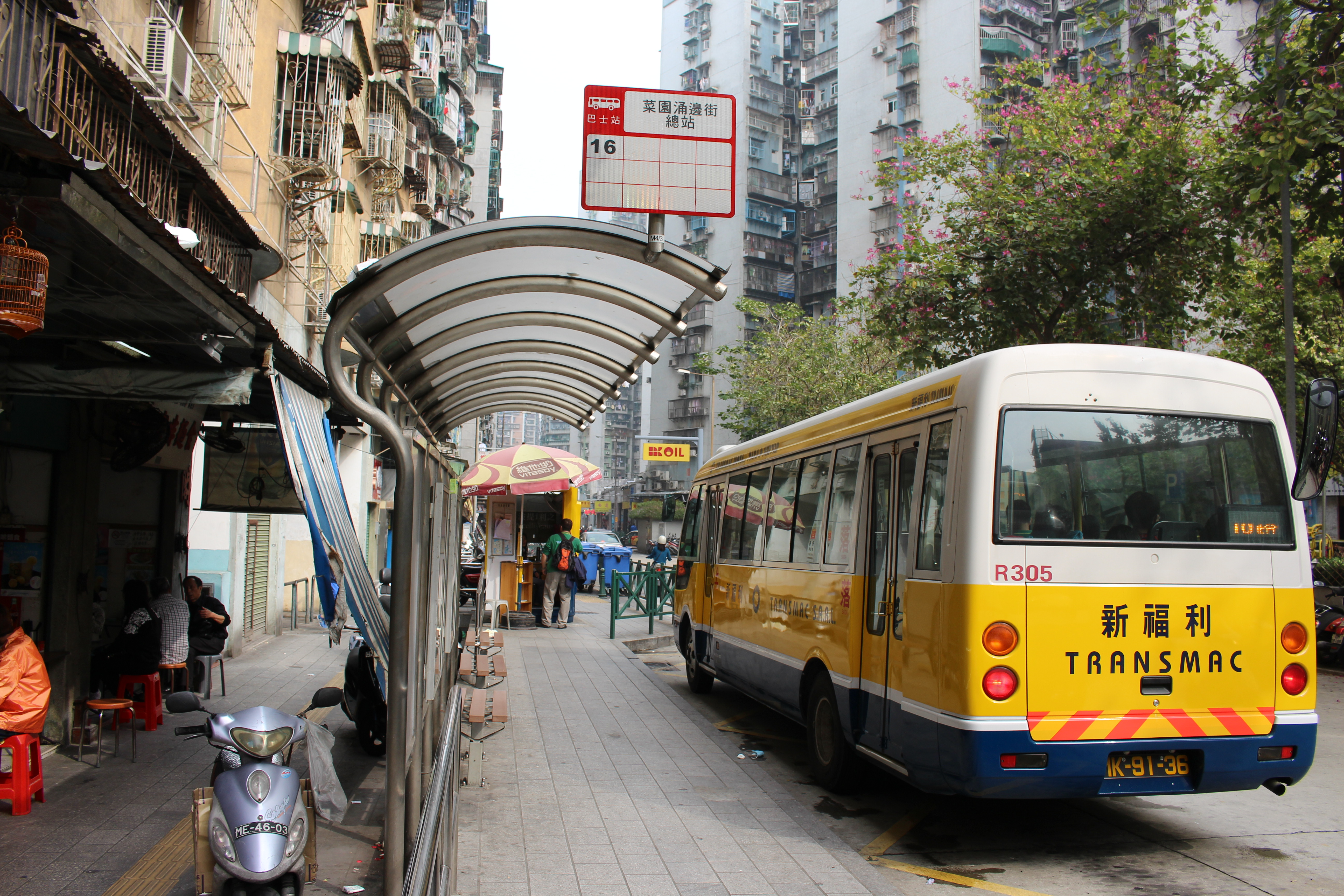
2016年6月之前，新福利車尾電牌會顯示「路」字

### 1988年
新福利開始購買由日本三菱扶桑卡客車株式會社生產的ROSA小巴，並以「R（ROSA的首個字母）」作為此批巴士的車隊編號，車隊首部ROSA編號為R01，再如此類推。

### 1990年
新福利開始要求三菱方面研製雙門版本的Rosa小巴，令乘客上落車變得更有效率。

### 1998年
三菱方面向新福利提供5部第4代雙門版的Rosa小巴作為試驗，成為全球首個地區使用雙門Rosa小巴。生產工場為三菱Fuso大江巴士工場（愛知縣名古屋市）。

### 2011年
- 新福利為部分Rosa小巴的車頭、車側及車尾路線牌，更換為上海凱倫製造的LED電子路線顯示屏，其中車尾只顯示路線編號（如5路線會顯示「5路」，28C、39路線除外），但就是不再像以往使用膠製路線牌般列出其起訖點及途經地點。同年，新福利加訂5部Rosa小巴，並於翌年投入服務，為自澳門7年以來及2011年新巴士服務模式投入運作後首批非中國製公共巴士。後來，新引進的最新版本Rosa小巴，已改由三菱Fuso客車製造株式會社（富山縣富山市）負責生產。

### 2015年
12月，新時代引入5部三菱Rosa雙門小巴。

### 2016年
3月，澳巴引入5部三菱Rosa雙門小巴，取代車齡較高的日野Liésse KK-RX4JFEA小巴。
5月，澳巴及新時代引入各一部二手Rosa BE439FRMHDAG小巴作為培訓用途。
6月，由於被批評車尾的路線牌使用大陸的標寫方法，新福利將車尾的顯示的「路」字刪除，即由「5路」調整為「5」。

### 2018年
新福利為Rosa小巴更換電牌及報站系統，並在2019年完成。

### 2024年
- 6月，新福利三菱Rosa小巴全數退役。
- 8月，澳巴三菱Rosa小巴復出，以後備加班車形式支援各條駛經舊大橋的路線。

## 公共巴士款式

### 單門版本（標準版）

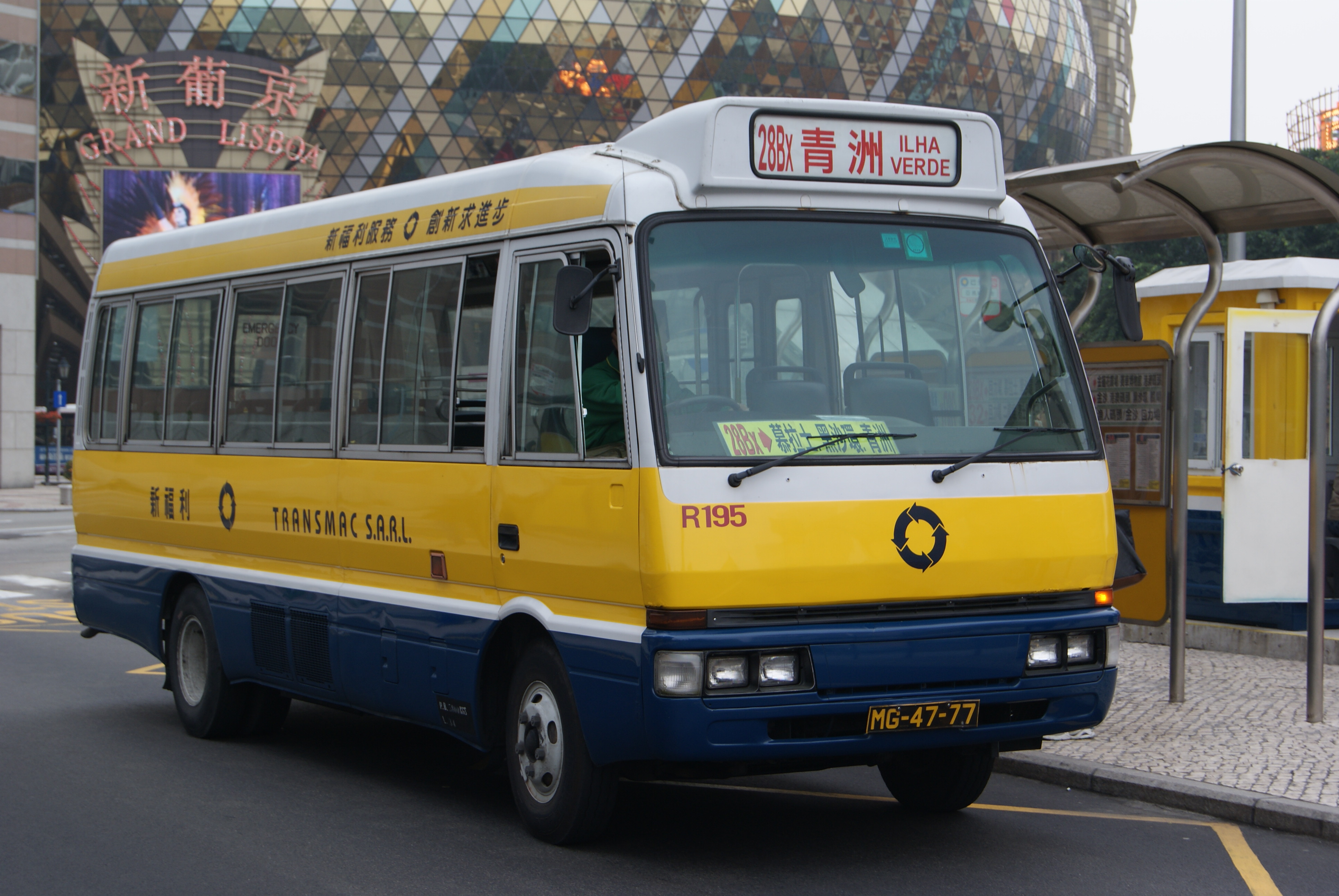
1995年-1996年單門版本
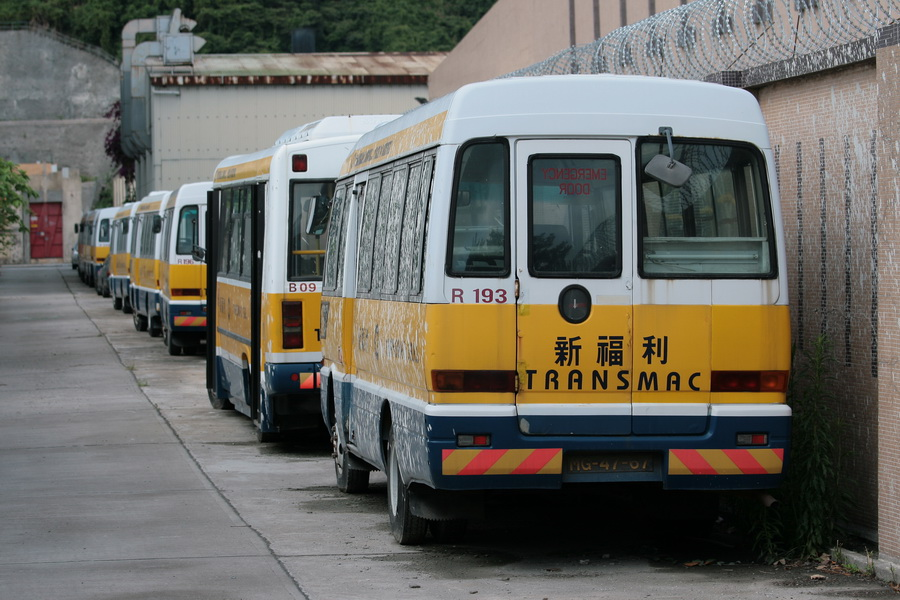
單門Rosa車尾設有太平門

簡介：
- 新福利自1988年開始購入單門版本的Rosa小巴，歷年所購入的單門版Rosa小巴共分為四個批次
- 其中Rosa小巴車身上經歷兩次轉款，主要分別在於車頭燈以下的頭幅位置：
  - 首批：車頭每邊各有兩盞圓形頭燈，而整個頭燈組件與指揮燈部分相連
  - 第二批：頭幅設計與第一批相似，但頭燈組件不再與指揮燈部分相連，以及頭燈被移至更貼近邊緣位置
  - 第三批：改用四盞方形頭燈的設計
- 這數個款式都在新福利的Rosa小巴上呈現

| 型號                             | 車隊編號  | 總數 | 投入服務年份 | 退役年份  | 總載客量（座位+企位） | 引擎            | 波箱            | 備註 |
| -------------------------------- | --------- | ---- | ------------ | --------- | --------------------- | --------------- | --------------- | --- |
| Mitsubishi Rosa BE               | R01-R65   | 65   | 1988-1989    | 2000-2006 | 32 （21+11）          | Mitsubishi 4D31 | Mitsubishi M2S5 | - 新福利首批Rosa小巴，部分於退役後被拆除牌箱 - 其中十四部在2002年10月至2005年1月間轉至AA旅遊（前為長安公司）作為旅遊巴之用 - R13、R14、R18、R19在2000年3月轉售給科技大學作校巴之用 - R31在2004年12月轉售給怡信清潔公司之用                                                                         |
| Mitsubishi Rosa BE439F           | R66-R160  | 95   | 1990-1993    | 2005-2009 | 32 （22+10）          | Mitsubishi 4D34 | Mitsubishi M2S5 | - 此批Rosa小巴部分於退役後被拆除牌箱 - 其中28輛在2005年3月至2006年11月間轉至AA旅遊（前為長安公司）作為旅遊巴之用 - R71、R130、R133、R135、R136、R154在2006至2008年間轉售紿一新旅遊有限公司 - 新福利曾改裝R121及R123作為工程車（已於2015年被R257及R260取代） - 現時僅保留已被改裝之R139作為訓練巴士 |
| Mitsubishi Rosa BE439FRMHDAG A/T | R161-R166 | 6    | 1993-1995    | 2009      | 33（22+11）           | Mitsubishi 4D34 | Aisin M035A4    | - R161為自動波Rosa小巴的樣板車，是整批唯一一部早於1993年投入服務 - 及後自動波成為新福利新購入ROSA的標準設備 |
| Mitsubishi Rosa BE439FRMHDAG A/T | R167-R216 | 50   | 1995-1996    | 2009-2011 | 34 （22+12）          | Mitsubishi 4D34 | Aisin M035A4    | - 新福利所購買的最後一批單門Rosa小巴 |

### 雙門版本

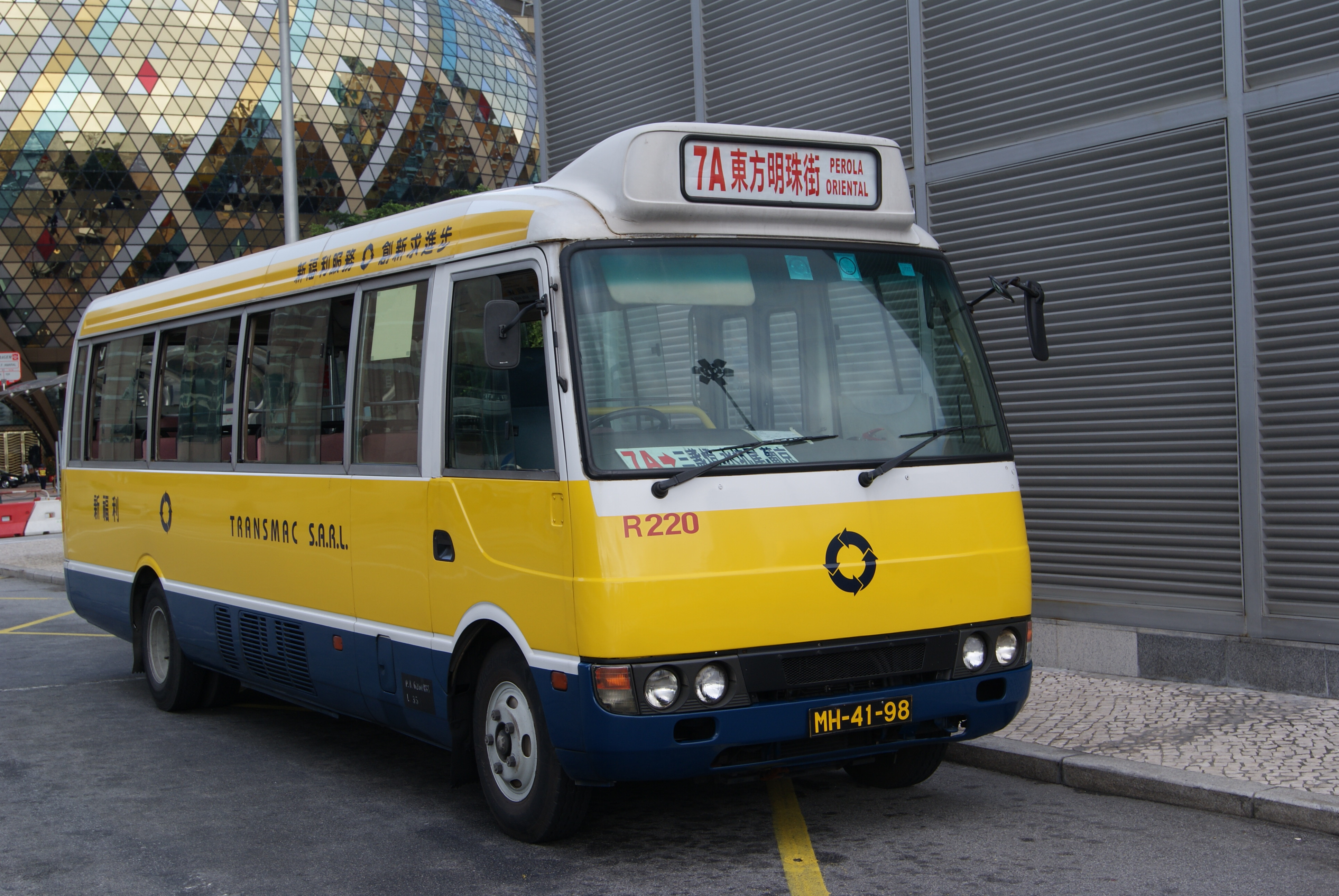
1998年版本
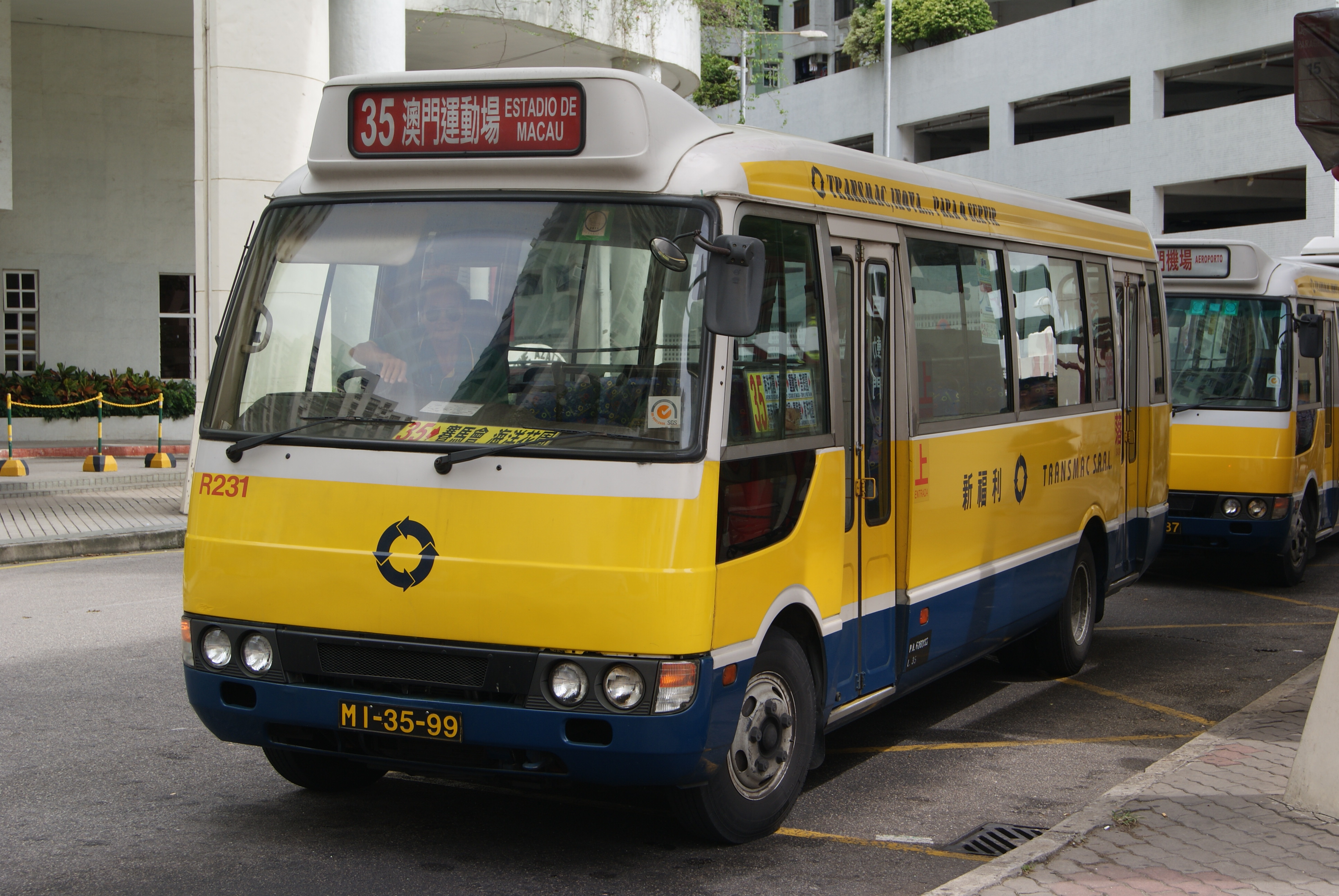
2000年-2001年版本
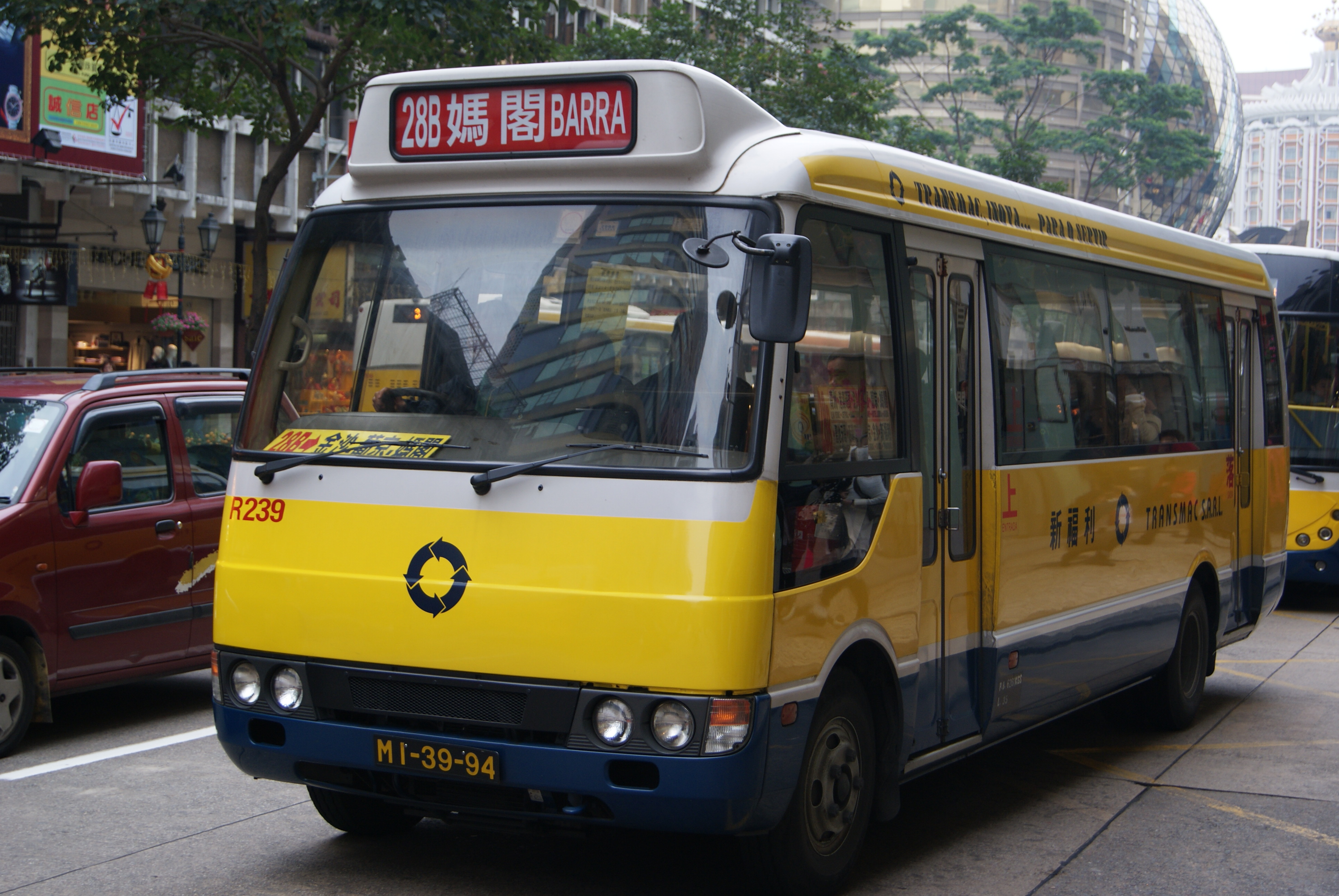
2000年-2001年版本
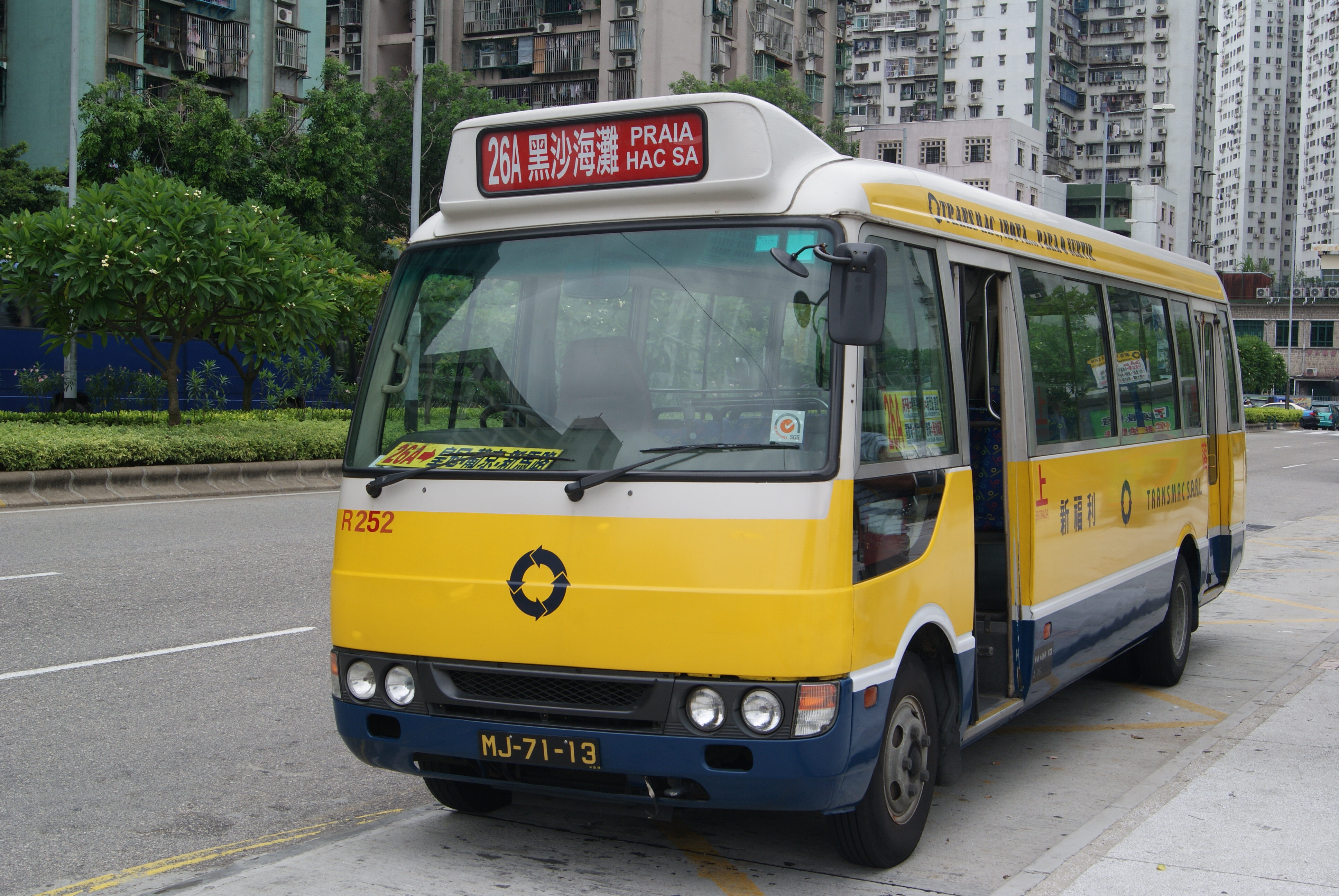
2003年版本
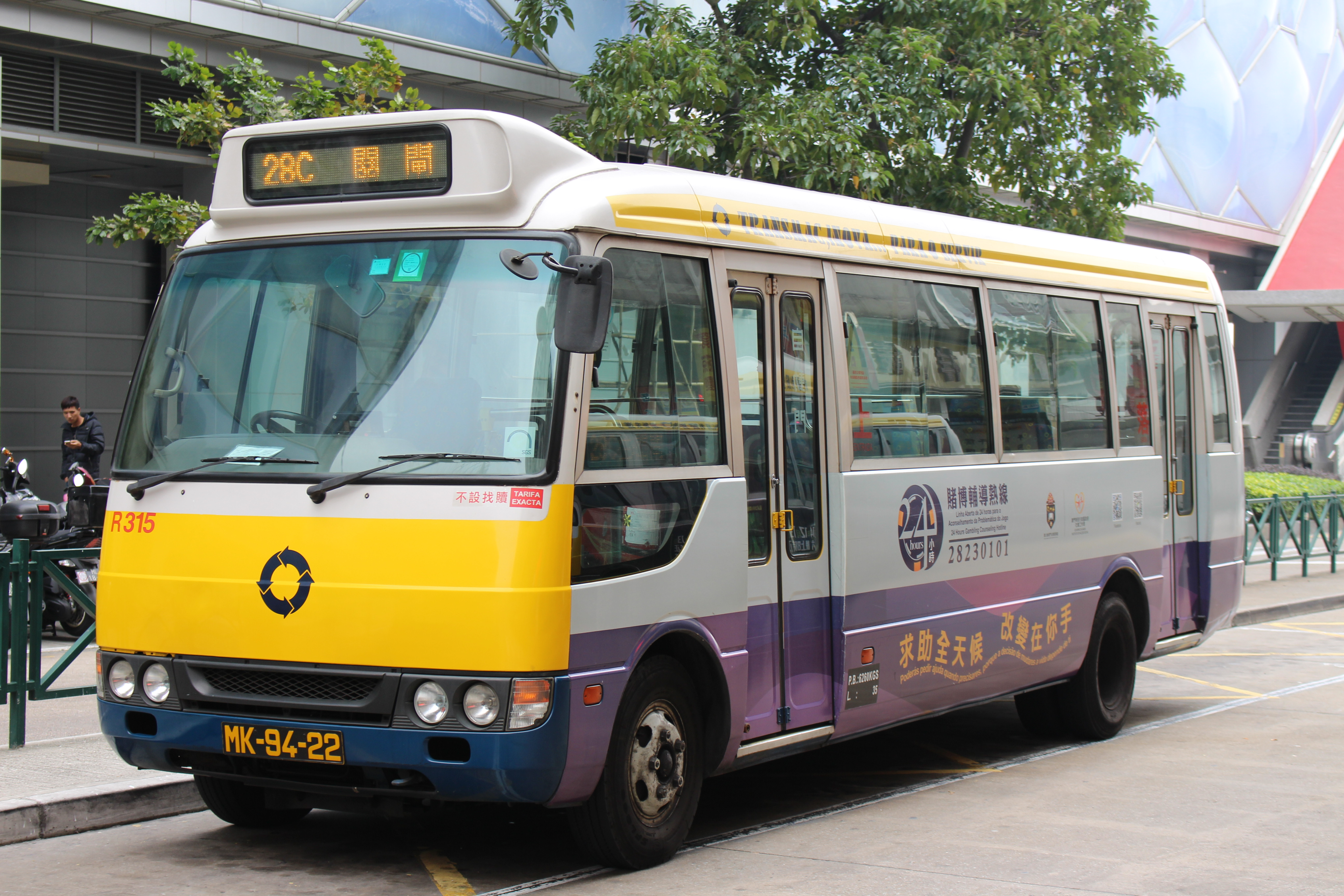
2004年-2005年版本
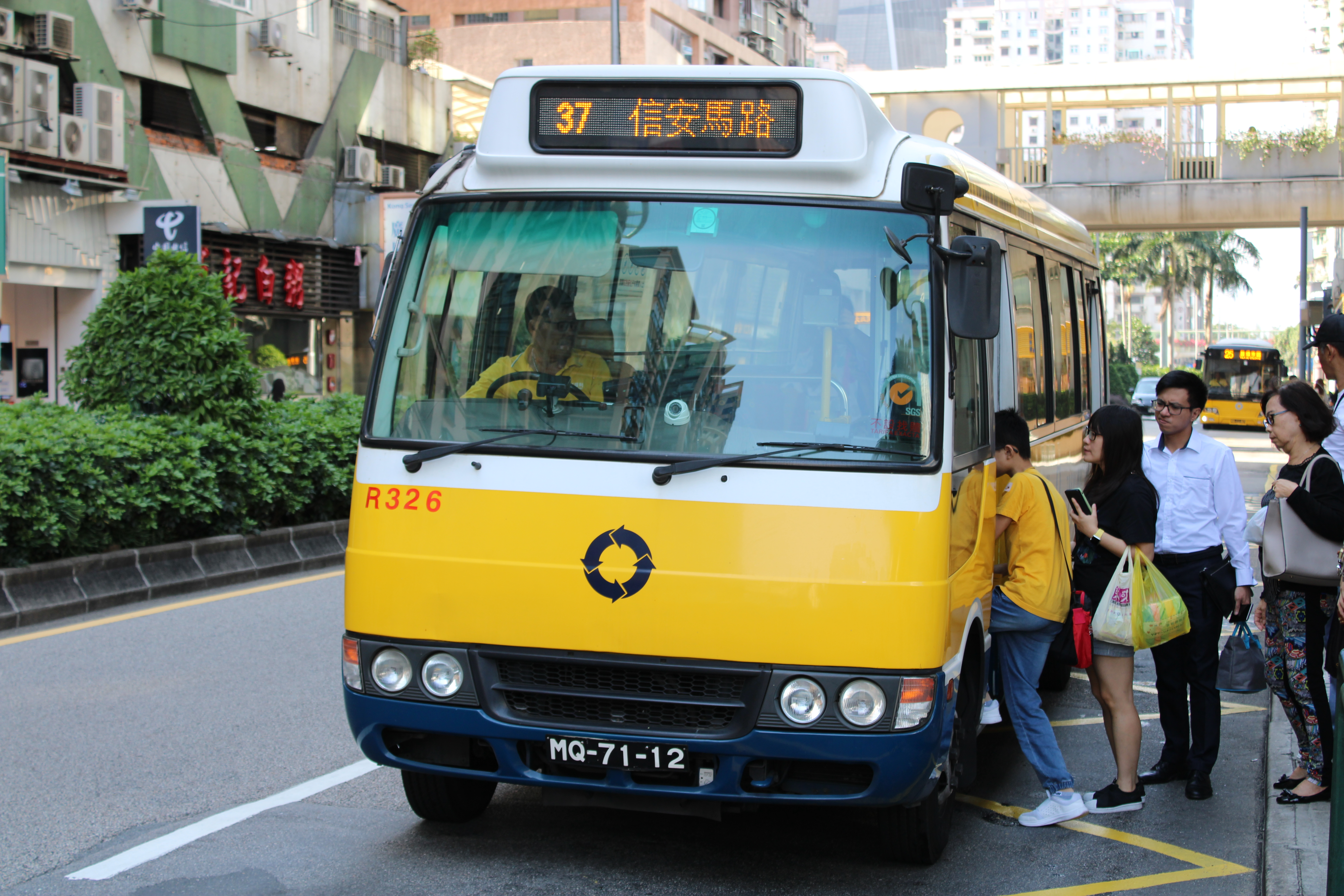
2012年版本
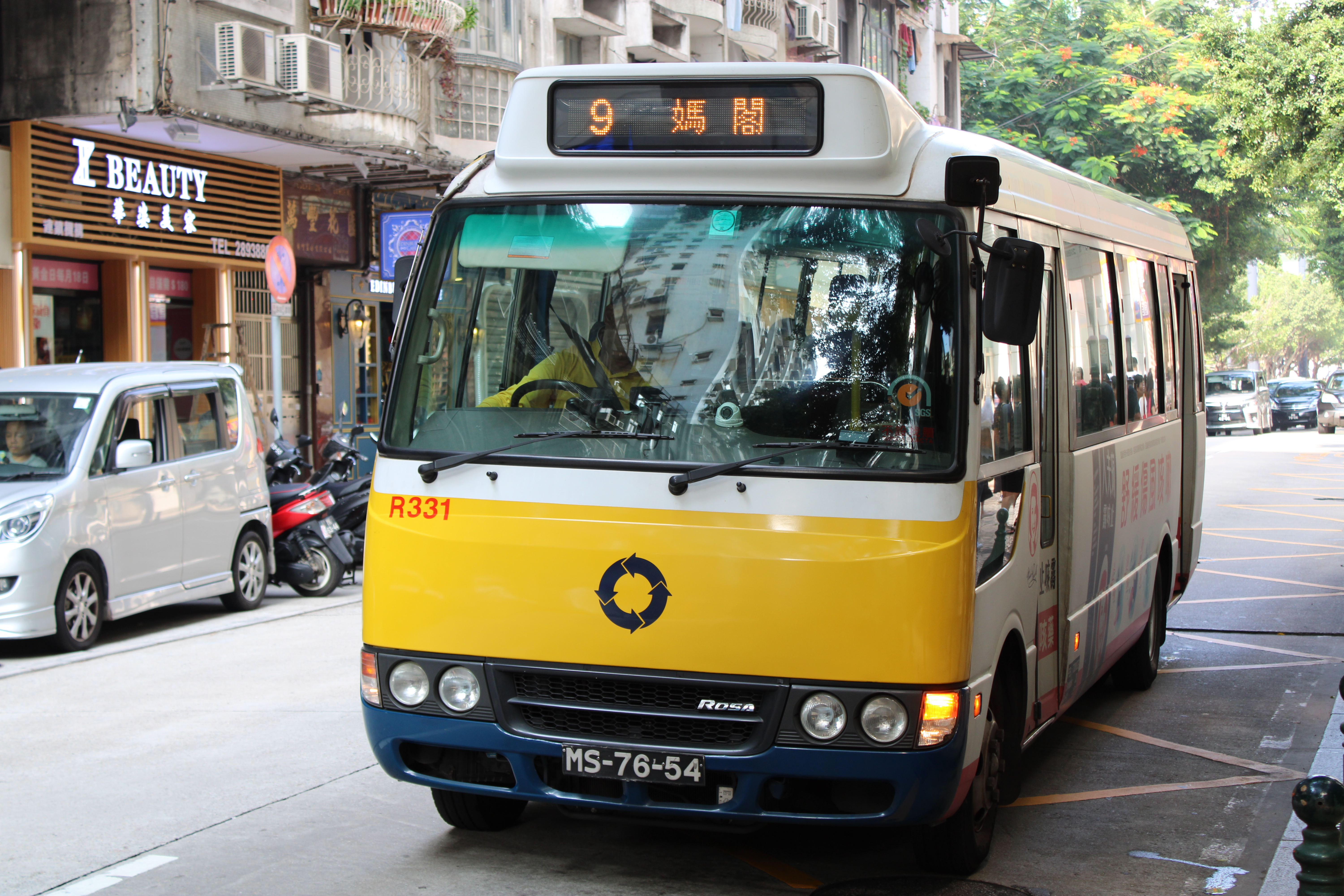
2013年版本 散熱網設計被放大
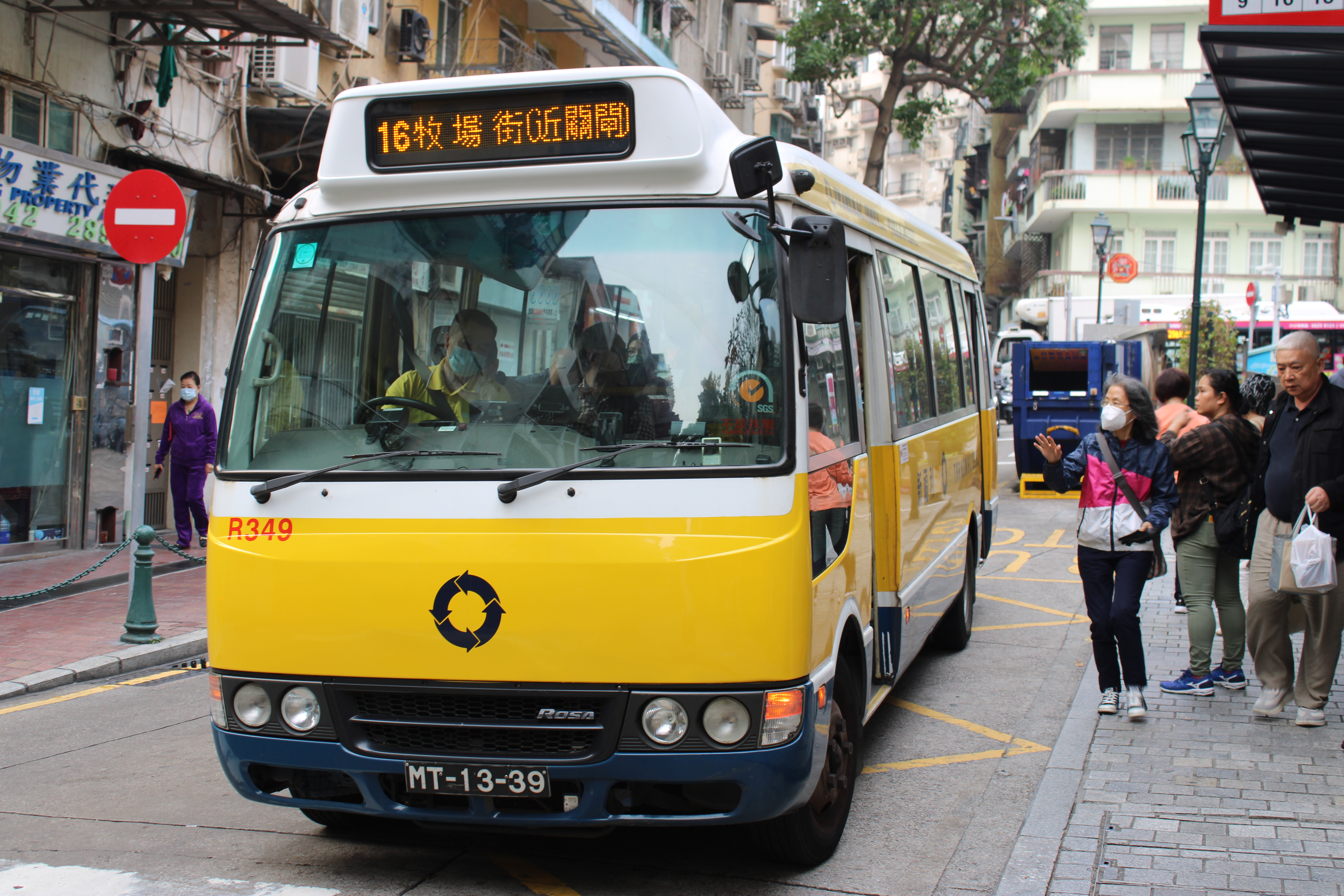
2014年版本 散熱網設計被放大
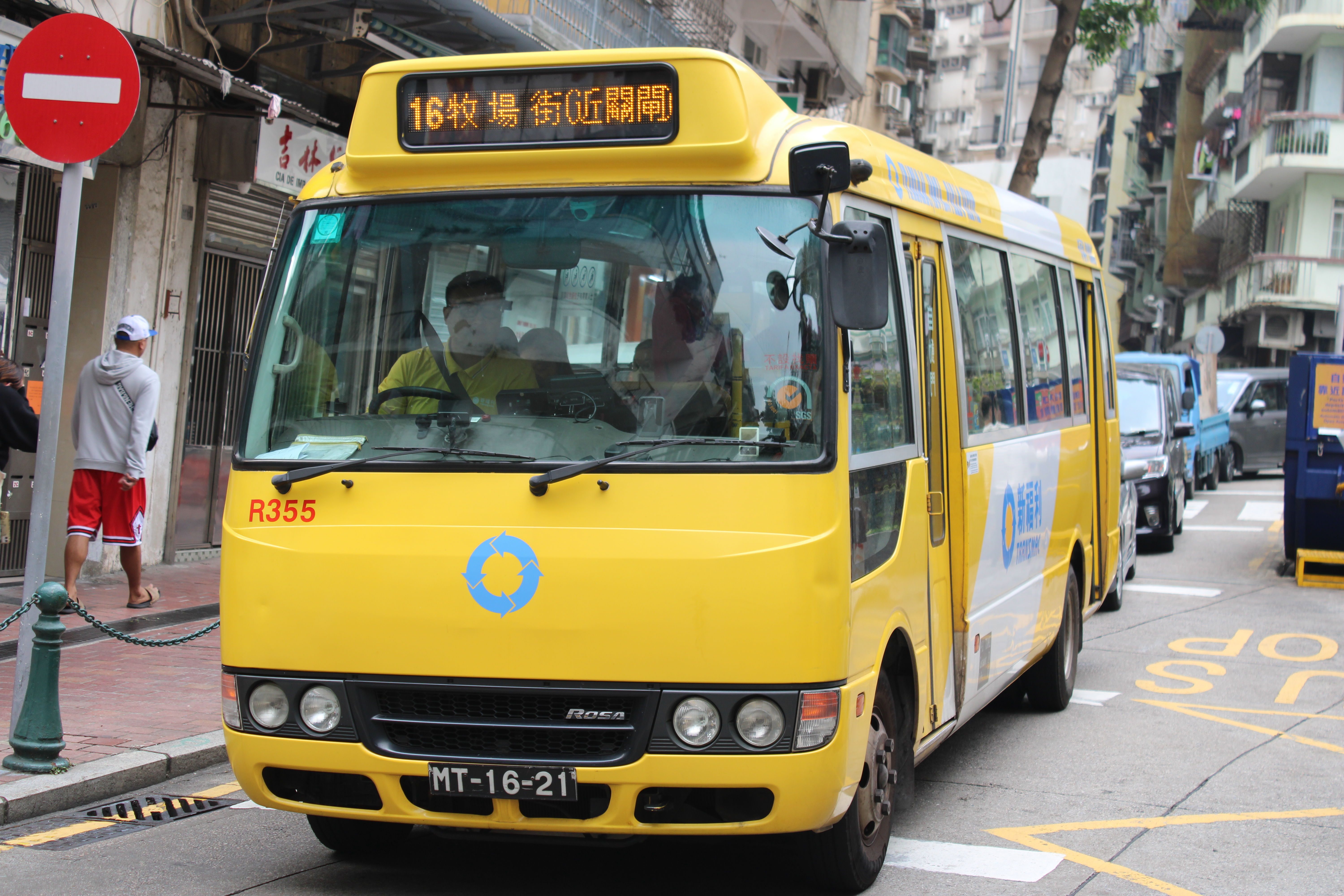
2014年版本 部分巴士換上新色彩
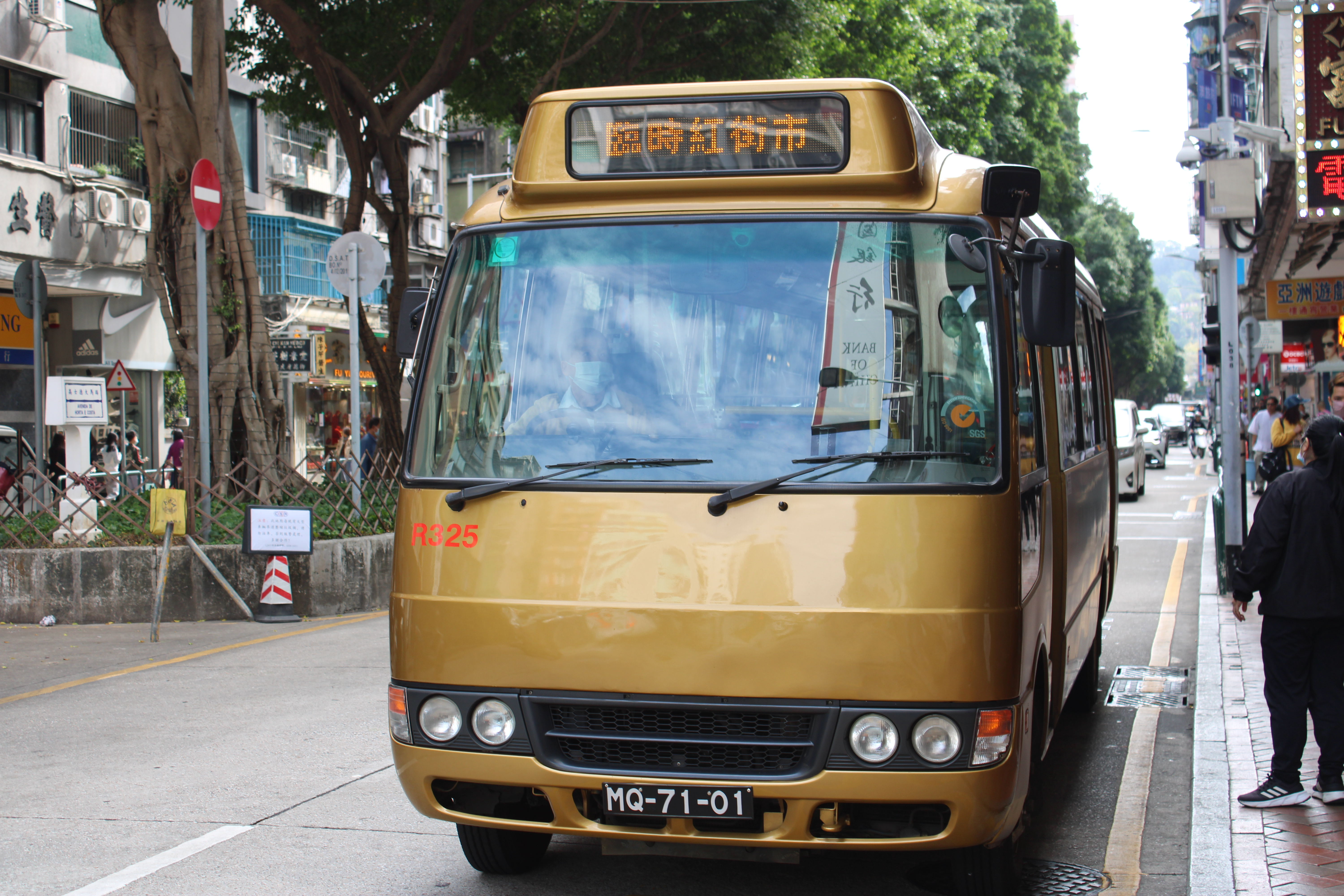
轉為非營運服務後 車身顏色改以金色
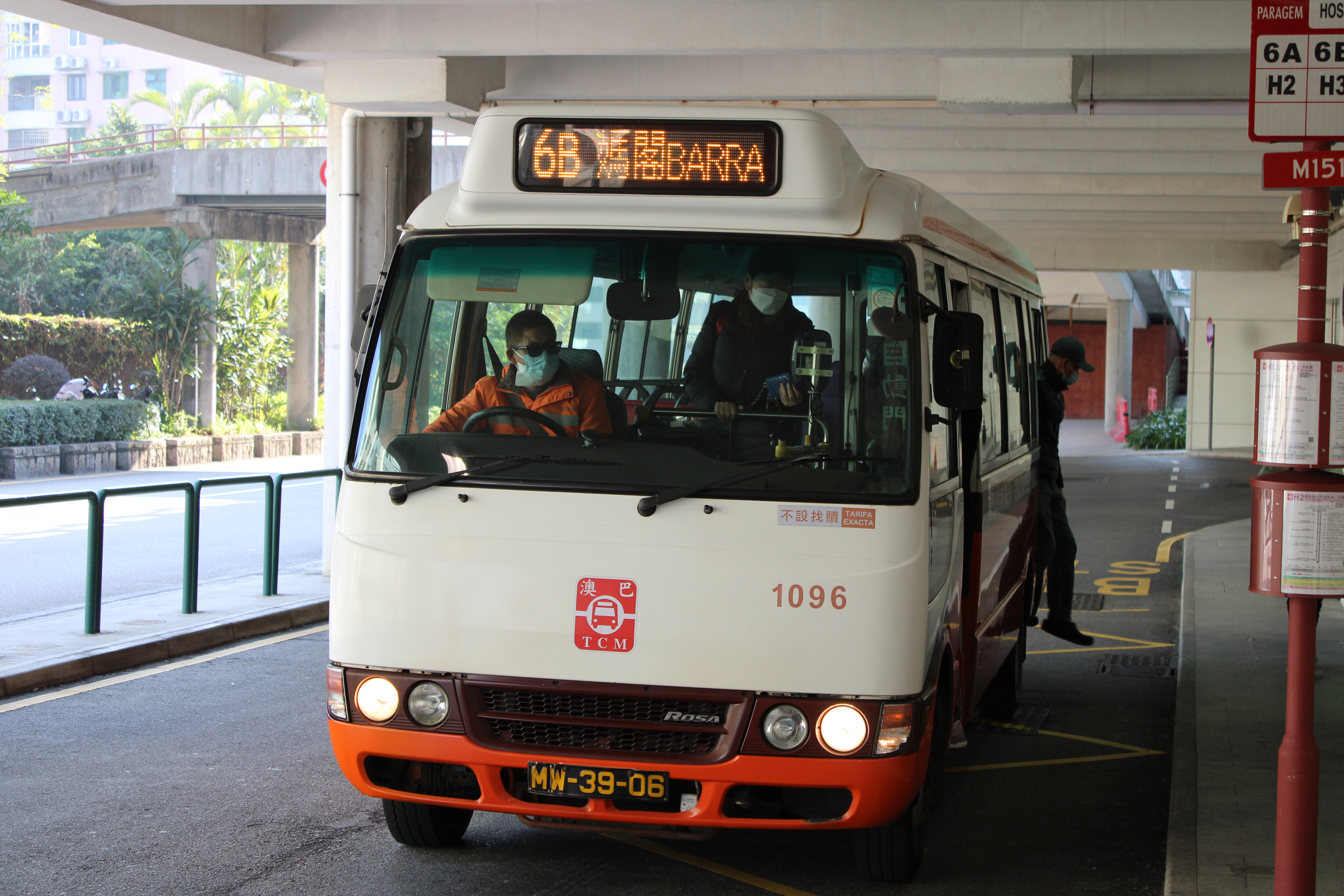
澳巴版本
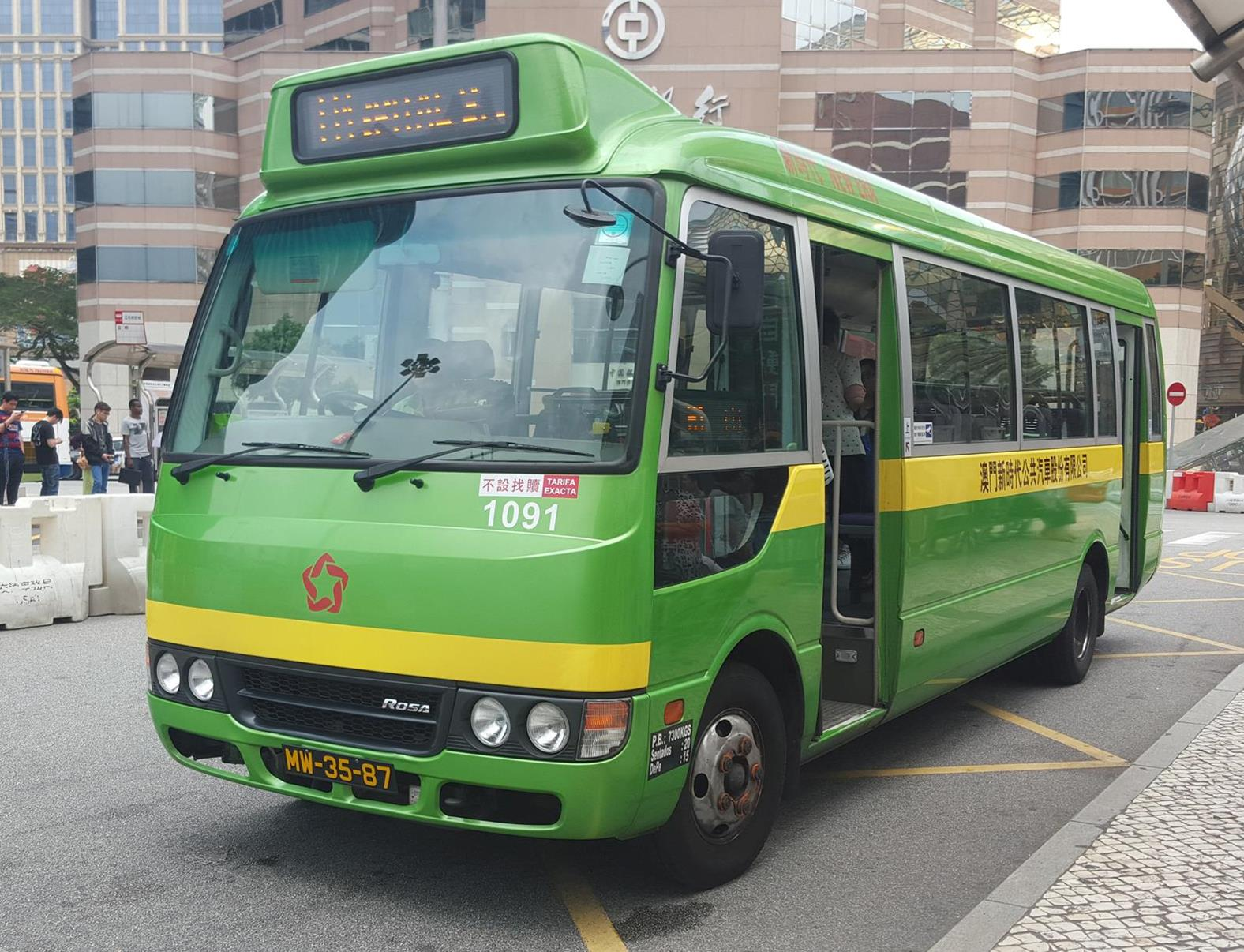
新時代版本 現已轉至澳巴

簡介：
新福利自1990年開始要求三菱方面研製雙門版本的ROSA小巴，令乘客上落車變得更有效率。終在1998年，三菱方面向新福利提供5部雙門版的ROSA小巴作為試驗，新福利於是成為全球首家使用雙門版ROSA小巴的巴士公司。新福利旗下的雙門ROSA小巴現時共有105部，款式大致相同，車上設有19座位，連企位最高可載35人。全部車輛都採用米芝蓮或橫濱橡膠生產的內膽式車胎（前後輪尺寸均為7.00R16）。生產工場為三菱扶桑大江巴士工場（愛知縣名古屋市），但在2011年引進的最新版本車輛已改由三菱扶桑客車製造株式會社（富山縣富山市）負責生產。
2013年3月20日抵澳的兩輛新版車輛，引擎改用快意製造的4P10（T6）直列四汽缸DOHC共軌直噴渦輪柴油引擎並配合BLUETEC尿素SCR系統以符合歐盟環保五型標準，波箱同時改為六前速DUONIC半自動加減波箱，車胎也改用205/85R16尺寸之無內膽原子胎，唯因波箱在斜路停車時會被中控電腦強制切換至手動模式，該版本的Rosa在斜路起步時對比採用全自動波箱之舊版顯得吃力。
| 批次 | 型號                                                  | 車隊編號  | 現役量（總數） | 投入服務年份                              | 退役年份                               | 引擎                                            | 波箱                                                          | 備註 |
| ---- | ----------------------------------------------------- | --------- | -------------- | ----------------------------------------- | -------------------------------------- | ----------------------------------------------- | ------------------------------------------------------------- | --- |
| 1    | MITSUBISHI ROSA BE637JRMHDAA A/T                      | R217-R221 | 0（5）         | 1998                                      | 2011.08                                | Mitsubishi 4D33直四OHV+Turbo                    | AISIN MO35A4                                                  | - 全球首五部同款車輛。 |
| 2    | MITSUBISHI ROSA BE637JRMHDAA A/T                      | R222-R241 | 0（20）        | 2000-2001                                 | 2011.08                                | Mitsubishi 4D33直四OHV+Turbo                    | AISIN MO35A4                                                  | - 其中R232-R241採用梗窗設計。 - R226退役後於2018年3月運往香港錦田。 |
| 3    | MITSUBISHI ROSA BUS BE639JRMHDAA M/T                  | R242-R261 | 2（20）        | 2003.12                                   | 2014.06                                | Mitsubishi 4D33直四OHV+Turbo                    | Mitsubishi Fuso MO36S6（初期） Mitsubishi Fuso MO36S5（後期） | - 唯一一批配上手動波箱的雙門版ROSA小巴，全數使用上海凱倫橙色電牌。 - 現只餘下被改成工程車之R257及R260繼續服役。 |
| 4    | MITSUBISHI ROSA BUS BE639JRMHDAB A/T                  | R262-R291 | 9（30）        | 2004.12                                   | 2009-2021（營運） 2024.2（非營運）     | Mitsubishi 4D34直四OHV+Turbo                    | AISIN MO35A4                                                  | - R291在2009年6月的交通意外而提早退役。 - R277在2012年10月30日於友誼大馬路發生的致命交通意外而提早退役。 - R289在2017年因天鴿風災嚴重受損而提早退役。 - 目前只有下列車輛正在服役： R263、R267、R268、R270、R274、R275、R280、R282及R287為非專利包車，並於2024年2月起全數退役。                                                                                  |
| 5    | MITSUBISHI ROSA BUS BE639JRMHDAB A/T                  | R292-R321 | 19（30）       | 2005.08                                   | 2017-2023.04（營運） 2024.05（非營運） | Mitsubishi 4D34直四OHV+Turbo                    | AISIN MO35A4                                                  | - R295、R306、R308、R316在2017年8月，因天鴿風災嚴重受損提早退役。 - 曾在2022年7月1日退出營運路線，改為員工專車，後部分在7月下旬再次復出行駛營運路線。 - R304、R321在2023年4月27日退出營運路線，成為澳門最後服役超過17年以上的巴士。 - 全數使用通達電牌及藍斯報站系統。                                                                                          |
| 6    | MITSUBISHI ROSA BUS BE639JRMHDAB A/T                  | R322-R326 | 5（5）         | 2012.07                                   | 2024.02                                | Mitsubishi 4D34直四OHV+Turbo                    | AISIN MO35A4                                                  | - 頭幅設計經過改良。 - R322曾於2017年因天鴿風災受損而停駛。三年後新福利利用其他三菱 Rosa 的部件重新修復該車，並在2021年1月份復出。 - R322使用通達電牌及藍斯報站系統。 - R323-R326車輛使用藍斯電牌及藍斯報站系統。 - R323-R326自2022年3月底起，改為非營運車隊，車身顏色轉為金色。全數在2024年2月29日起退役。                                                     |
| 7    | MITSUBISHI FUSO ROSA BUS BE641JRMHDAB A/T             | R327-R370 | 44（44）       | 2013-2014                                 | 2024.03 - 2024.06（營運）              | Mitsubishi Fuso (Fiat) 4P10（T6）直四DOHC+Turbo | Mitsubishi Fuso DUONIC MO38S6 DAT                             | - 頭幅設計經過改良，保留車頭鬼面罩上之ROSA水牌。 裝有BLUETEC尿素SCR系統，需加入尿素以符合排放標準。 - R327及R328為樣辦車。 - R331、R365、R369使用通達電牌及藍斯報站系統。 - 其它車輛使用藍斯電牌及藍斯報站系統。 - R362、R365、R367、R368及R370自2024年2月29日起，改為非營運車隊，車身顏色轉為金色。 - 大部分在2024年1月底退役，在6月29日起所有均退出營運車隊。 |
| 8    | MITSUBISHI FUSO ROSA BUS BE641JRMHDAB A/T（澳巴版本） | 1089-1098 | 10（10）       | 2016.5.23（原新時代）／ 2016.6.13（澳巴） |                                        | Mitsubishi Fuso (Fiat) 4P10（T6）直四DOHC+Turbo | Mitsubishi Fuso DUONIC MO38S6 DAT                             | - 頭幅設計經過改良，保留車頭鬼面罩上之ROSA水牌。 裝有BLUETEC尿素SCR系統，需加入尿素以符合排放標準。 - 1089-1093為新時代購入，1094-1098為澳巴購入。 - 現全屬澳巴，並全數使用通達電牌及海信報站系統。 |

## 特殊用途

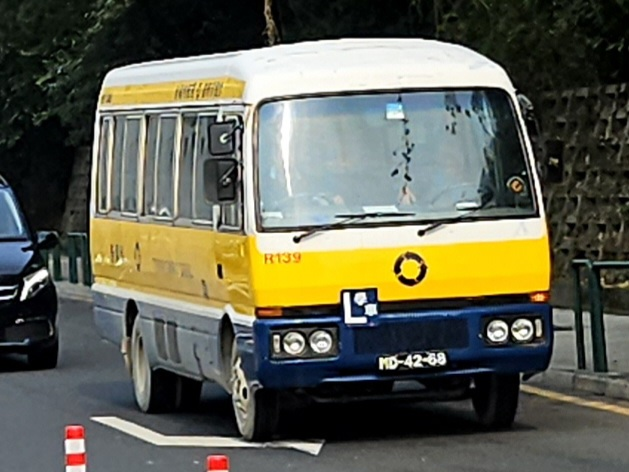
R139現作D1牌訓練車
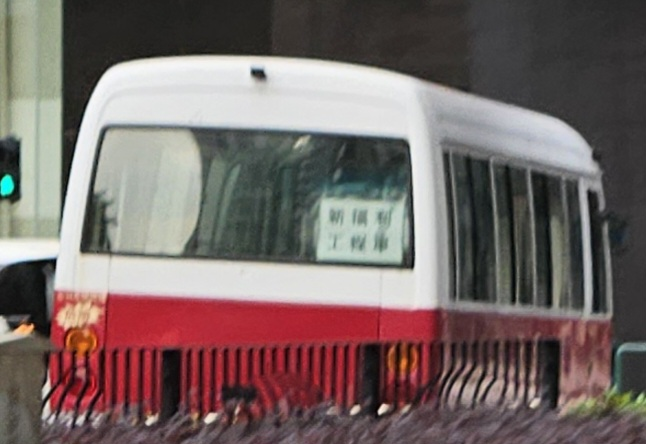
其中一架Rosa工程車

- 1995年，為配合行駛AP1路線，R167-R169裝上行李架，車上座位減少3個。現已拆除。
- 2004年6月起，為配合行駛AP1路線，R207-R210裝上行李架，車上座位減少3個。現已拆除。
- 2005年起，為配合行駛AP1路線及機場直通快線，R130、R132、R133曾裝上行李架，車上座位減少3個。現已拆除。
- 2007年5月起，R121、R123用作錢箱車或工程車用途。
- 為配合行駛AP1路線，2007年7月至2011年7月期間，R259、R303、R309及R321車上裝有行李架，車上座位減少4個。2011年8月起，全數行李架現已拆除，裝回座位。
- R139已改為D1牌照訓練車，路線牌箱、錢箱及澳門通收費機均已拆除；車頭左邊座位加裝教練專用軚盤及煞車腳踏，並將座椅更換成司機用高背座椅。
- R257及R260在2014年6月停止行駛公共巴士路線後，於2015年3月起改為錢箱或工程車用途。
- R285是新福利首部安裝上海凱倫電子LED頭牌的Rosa巴士。
- R314曾作為流動選民登記服務巴士，在2012年底由行政公職局向新福利租用，並在翌年1月起於塔石廣場作為流動選民登記服務，直至完成選民工作登記為止。[1]

## 目前使用此車路線

### 營運車輛
- 澳巴： 11加班車、22加班車

### 非營運車輛
- 澳巴員工專車D1、D2線

## 曾使用此車路線
- 新巴士服務模式前原新福利路線：
  - 1、2、2短線、2A、3、3A、5短線、6、7、7短線、7A、8、8A、26夏季、11、21、21A、27、28A、28A新年特線、28B、28B新年特線、28BX、28C新年特線、33短線、34A、35、36、50、99（澳大接駁線）、128、MT1、MT2、MT3、其他特別接駁路線

- 新巴士服務模式後新福利營運路線：
  - 1A、4、5、9A、15T、17、25F、26、26A、28CX、32、33、34、37T、39、88T、102X、AP1、AP1X、H3、撤離行動用車等等
  - 退役前行駛的路線︰9、15、15S、16、28C、37

- 現今新福利非營運路線：
  - 澳大環校穿梭巴士、澳大員工巴士、MGM員工巴士、永利員工巴士、港鐵澳門員工巴士、氣象局員工巴士等等
  - 臨時提督街市專線

- 新時代路線：
  - 8、8A、18B、21A、28B、28BX、29、30、35 、36、H1

- 澳巴（與新時代合併前）路線：
  - 6B、7、7A

- 澳巴與新時代合併後的澳巴路線：
  - 6A、6B、8A、18、18B、19、21A、23、28A、28B、29、35、36、50、71、73、H1、H2、MT1、MT2、N5、N6

## 澳門境內其他非公共巴士用途
在澳門，Rosa小巴除公共巴士用途外，亦有多數非公共巴士款式。例如金沙、威尼斯人、巴黎人、銀河、英皇等賭場曾使用的發財巴、多數旅行社的旅遊巴也有使用Rosa小巴，部份學校也有使用Rosa小巴作為校車。而街總、菩提、婦聯、扶康會、母親會等提供長者日間復康巴士及街坊車服務，所使用的復康巴士均為車尾設有升降台的Rosa小巴。

此外，部份政府部門使用Rosa小巴。其中有消防局專用的救護巴士，並且更有警用版本，作為運送囚犯及移動警務室用途。

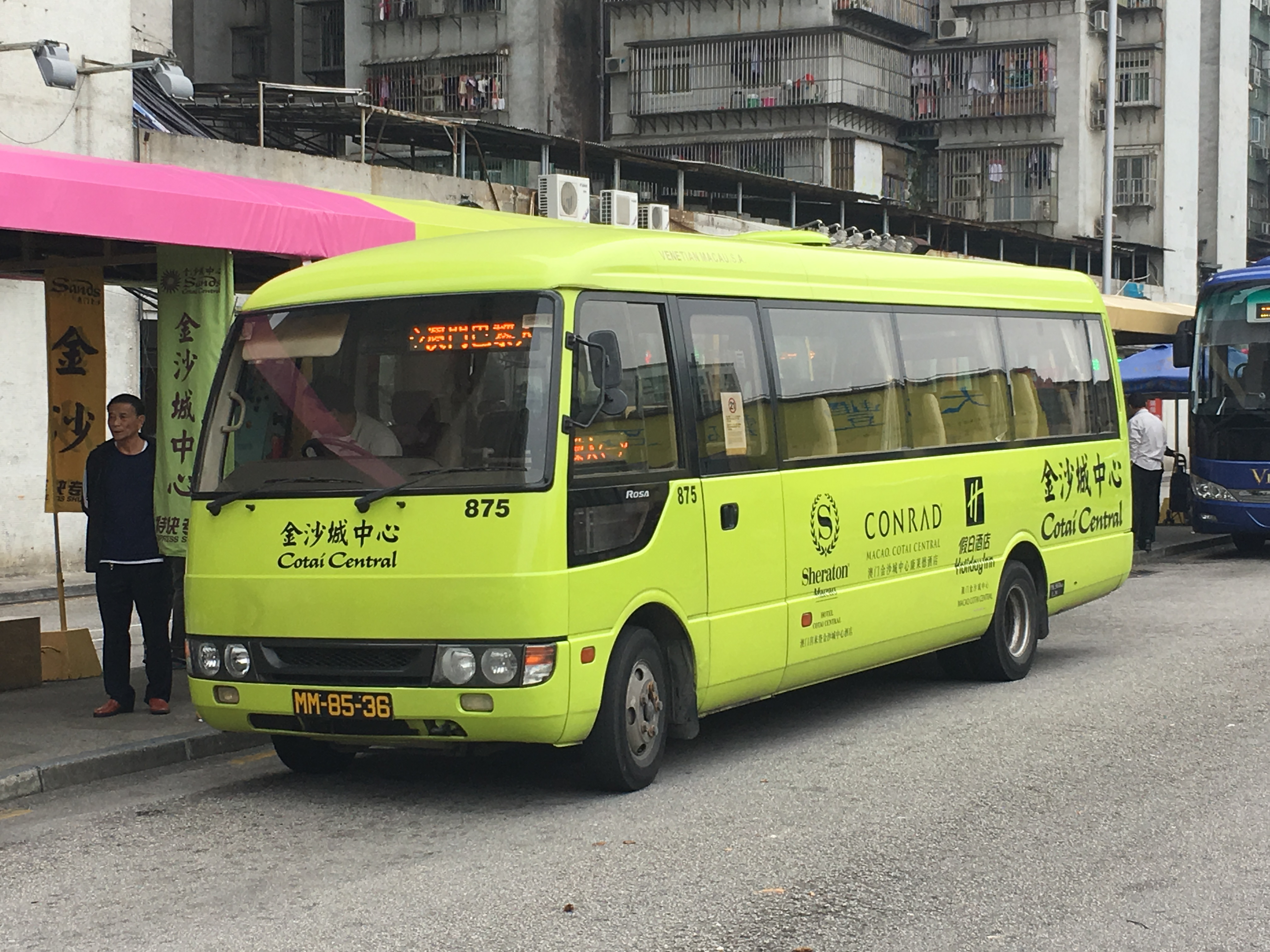
金沙城發財巴使用ROSA小巴
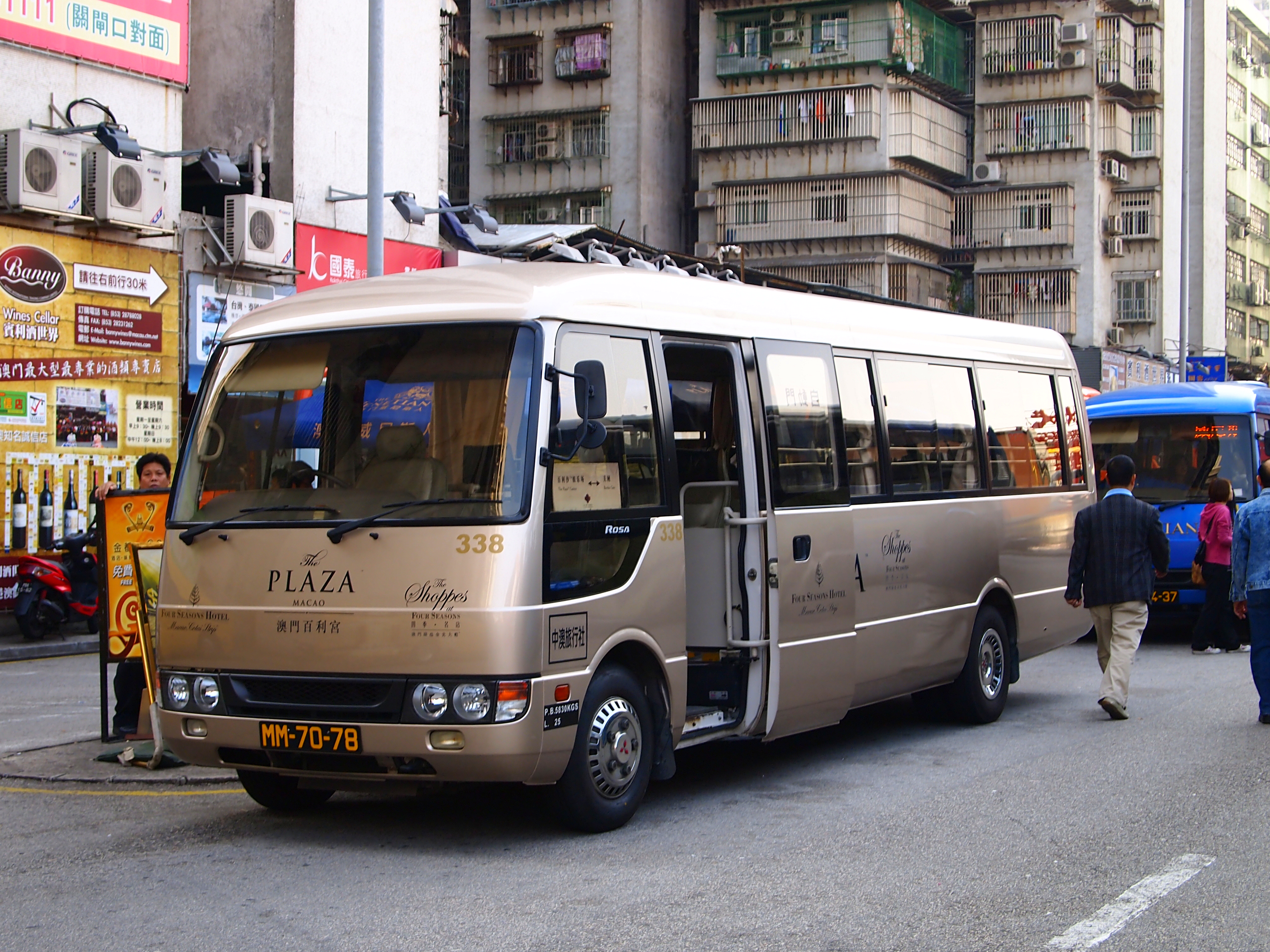
百利宮及威尼斯人發財巴使用ROSA小巴
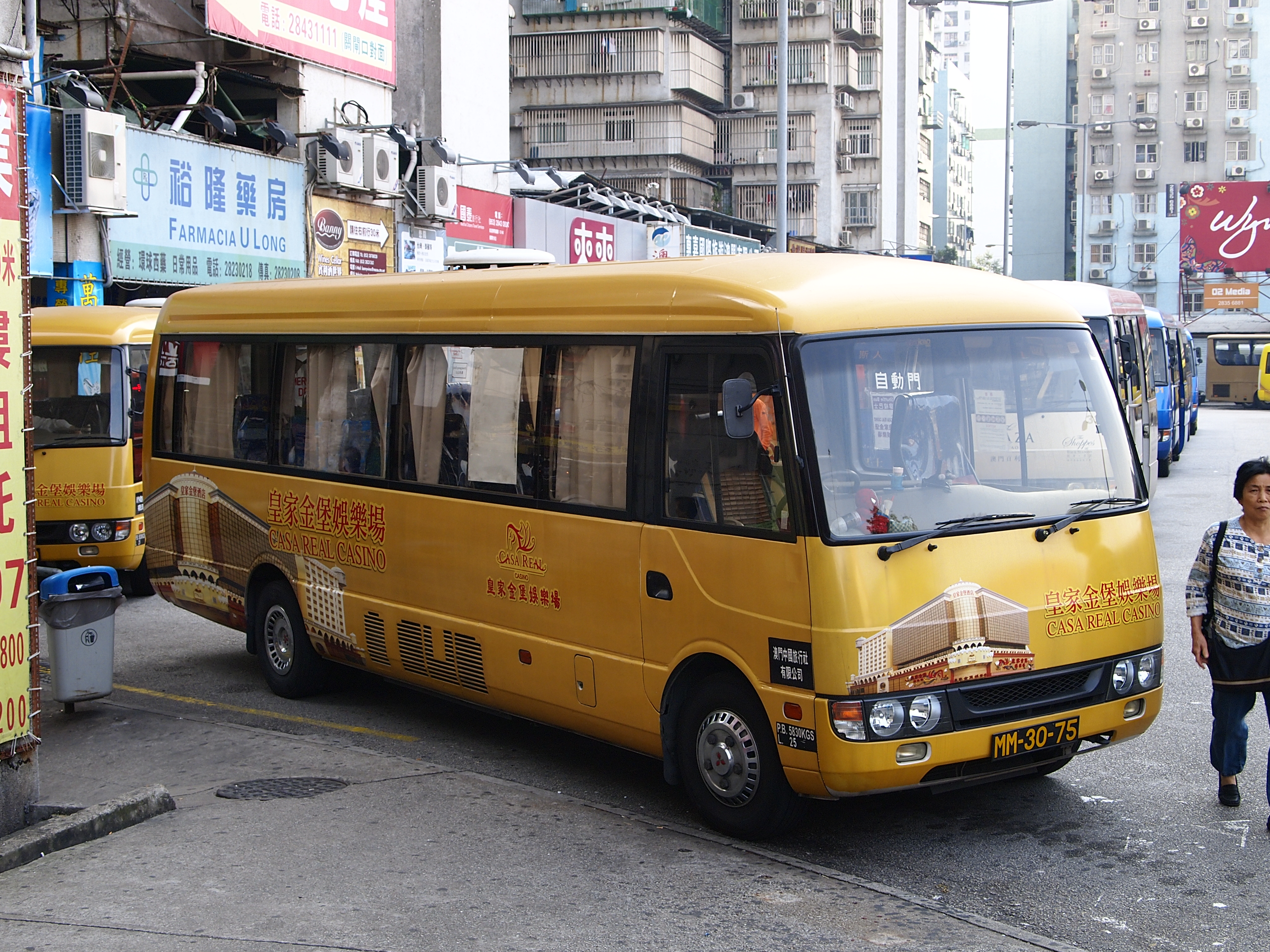
皇家金堡發財巴使用ROSA小巴
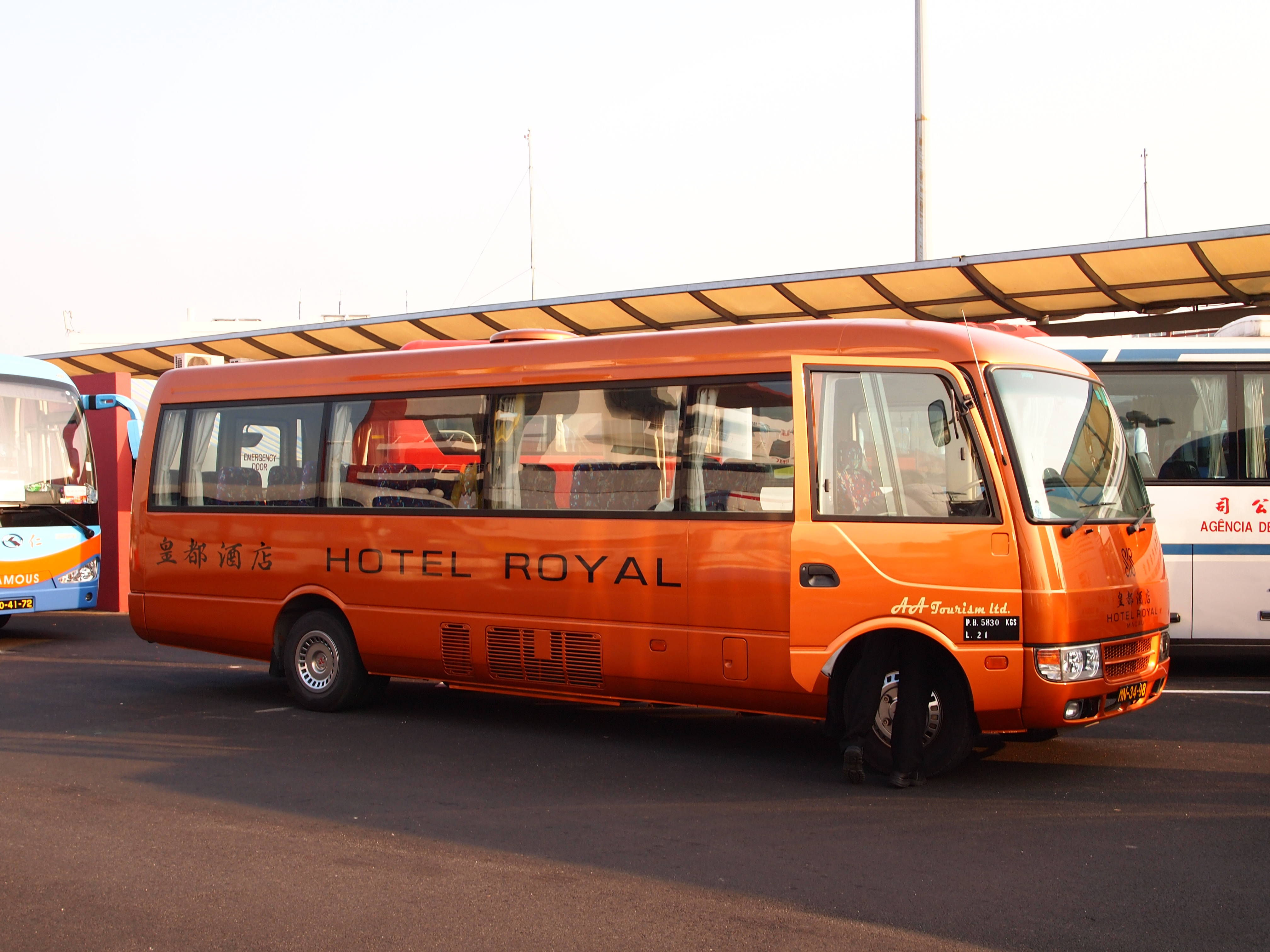
皇都酒店發財巴使用ROSA小巴
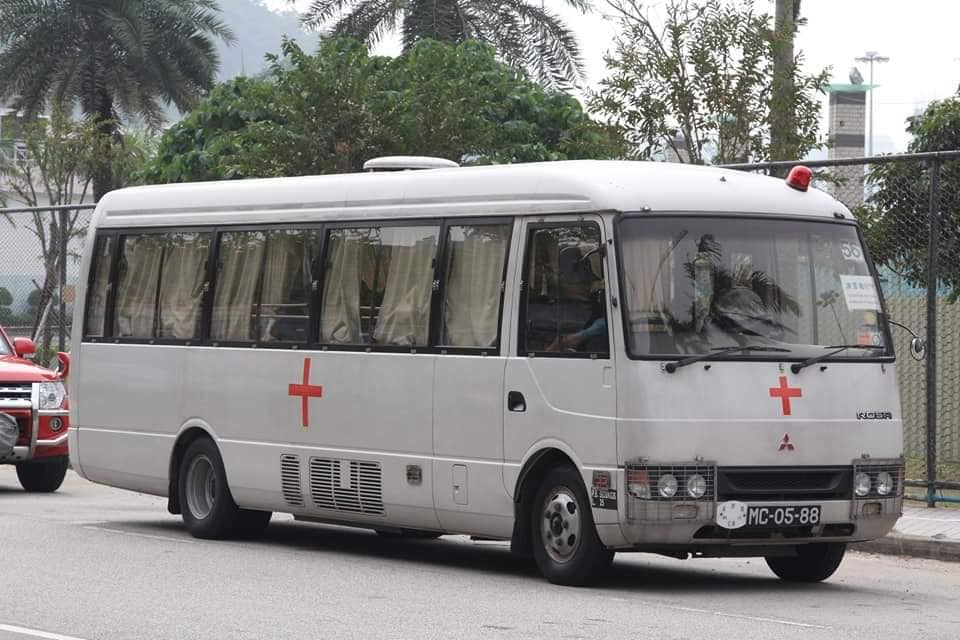
消防局ROSA救護小巴
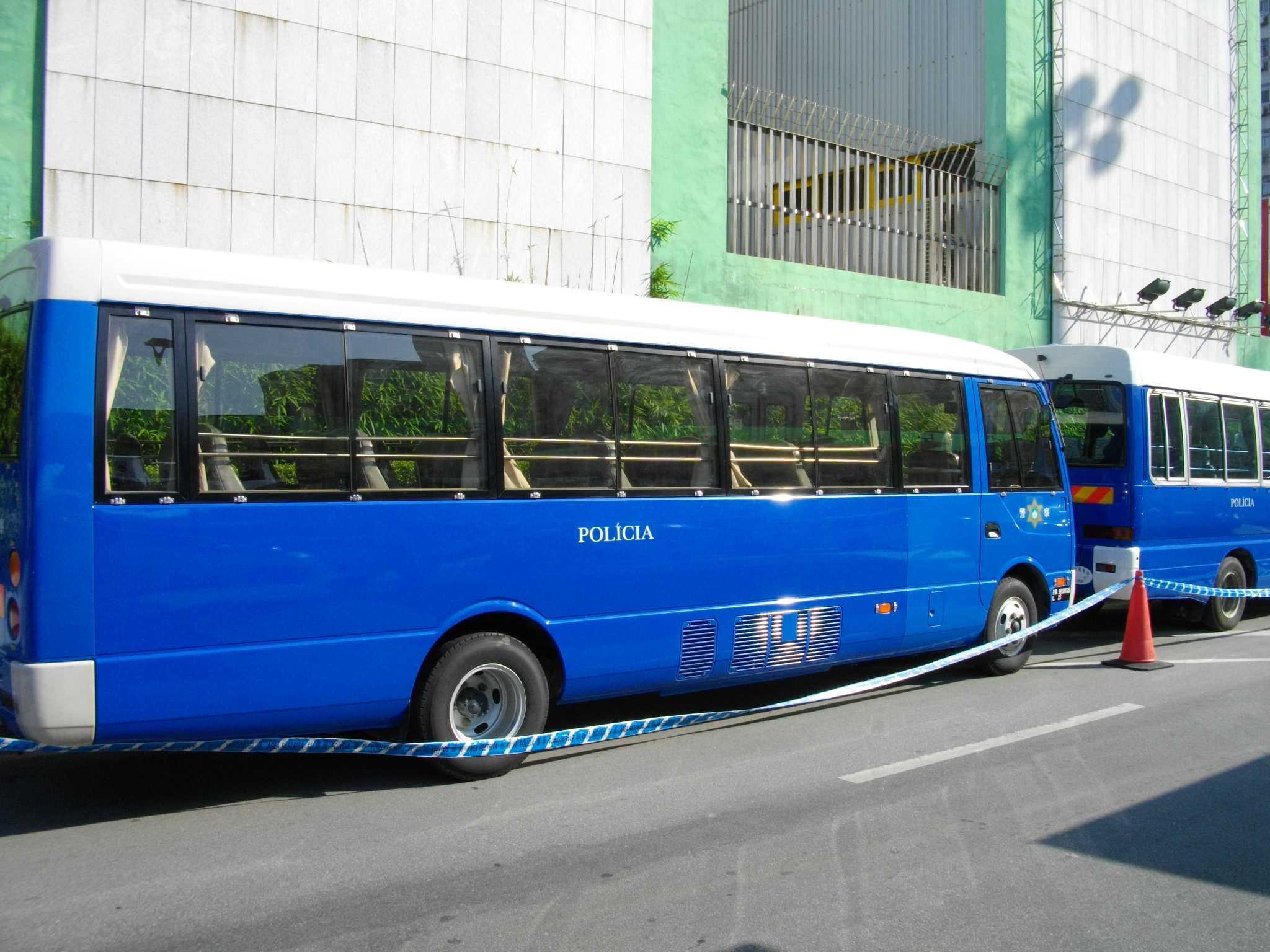
治安警察局ROSA小巴
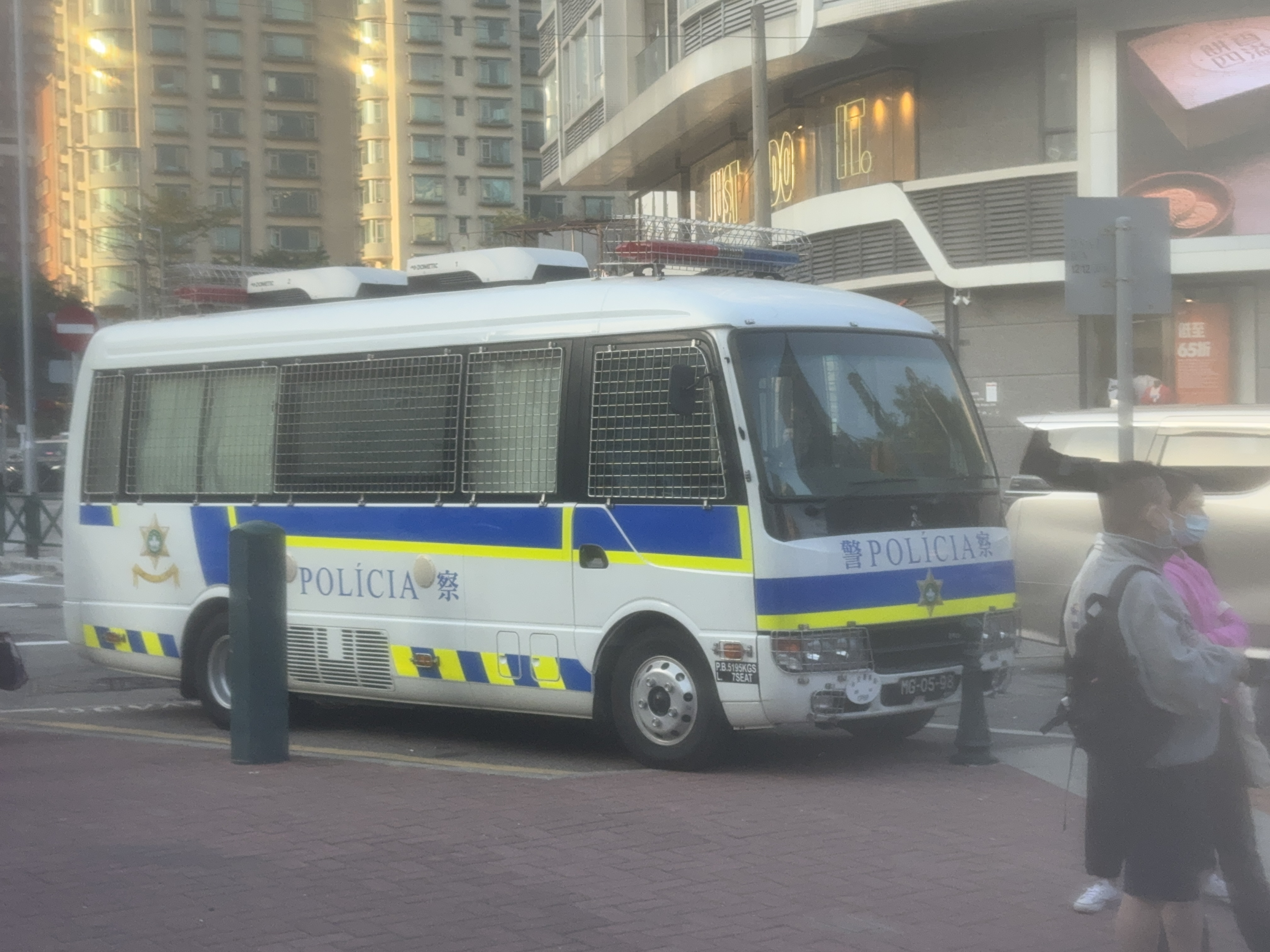
治安警察局移動警務室ROSA小巴
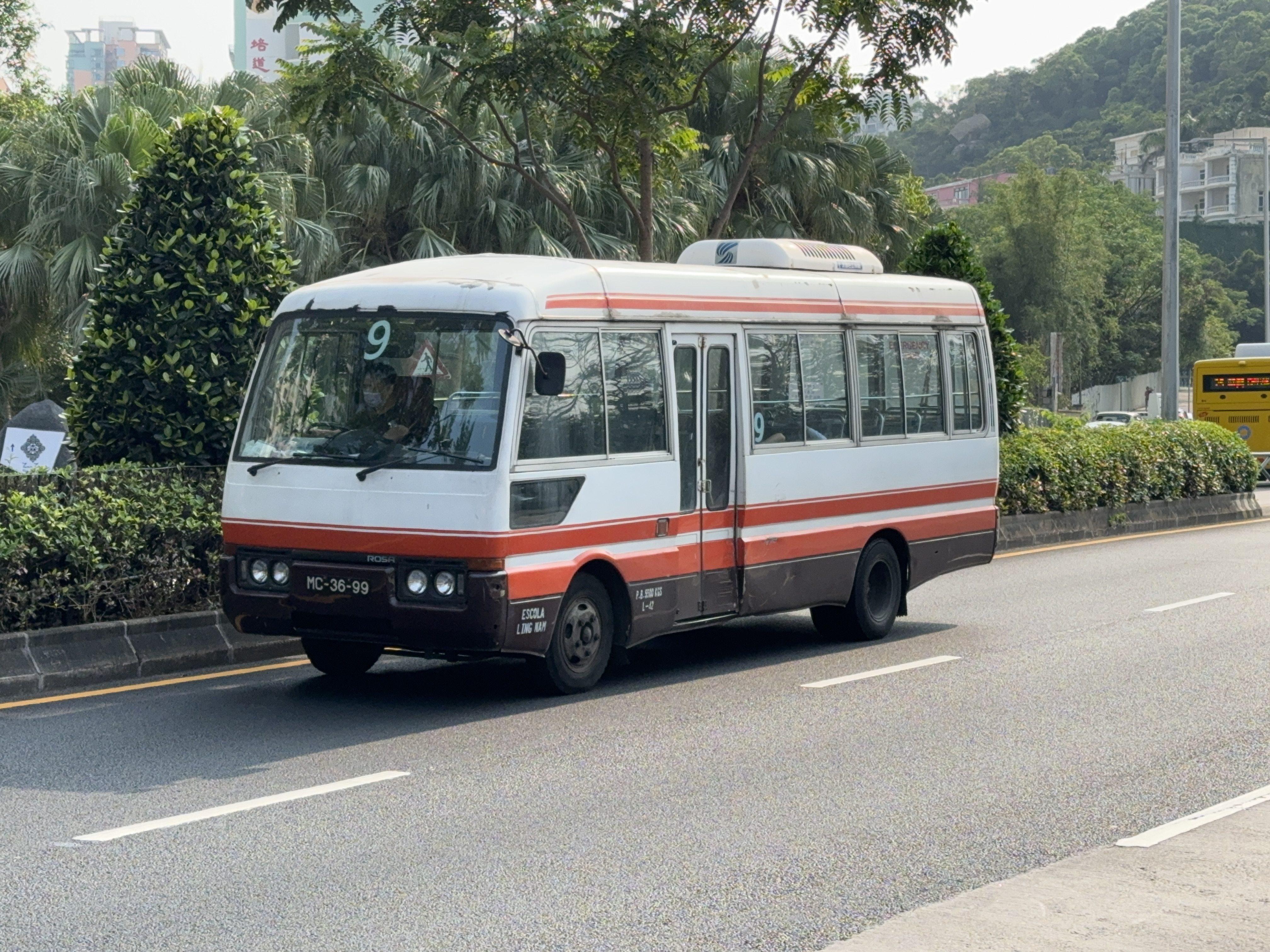
用於嶺南中學的舊式ROSA小巴
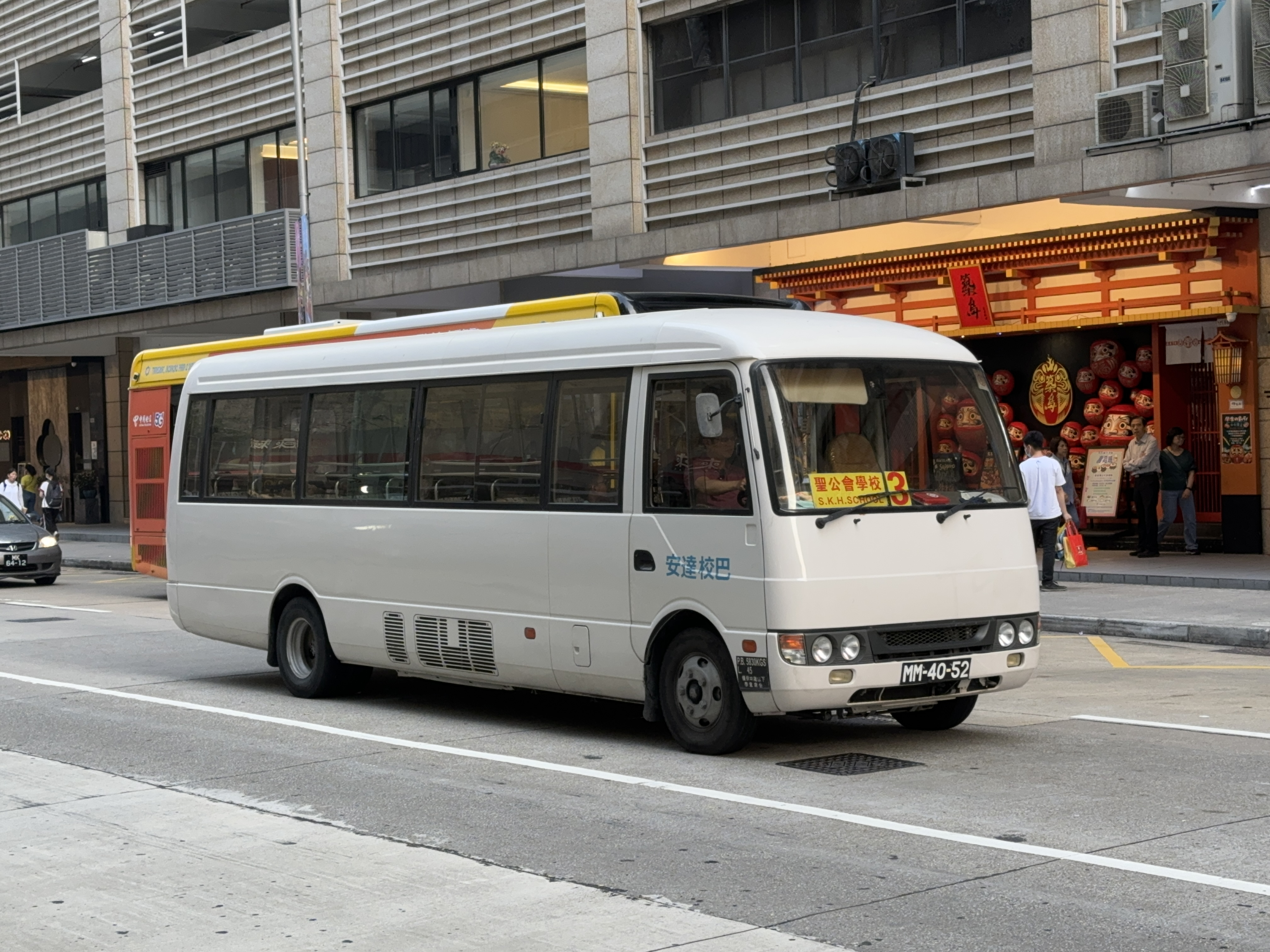
聖公會學校委托安達校巴使用ROSA小巴
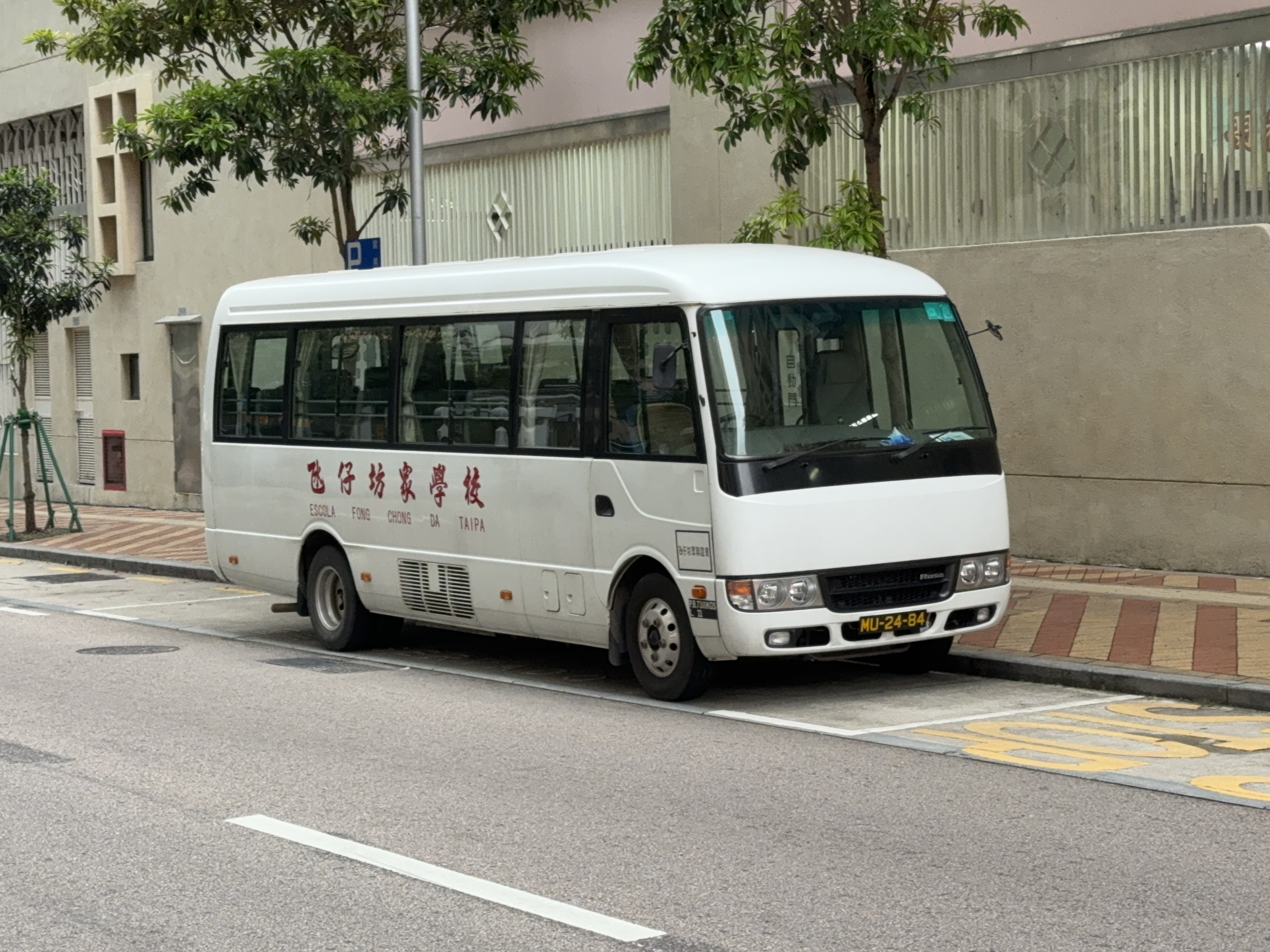
氹仔坊眾學校使用FUSO ROSA小巴
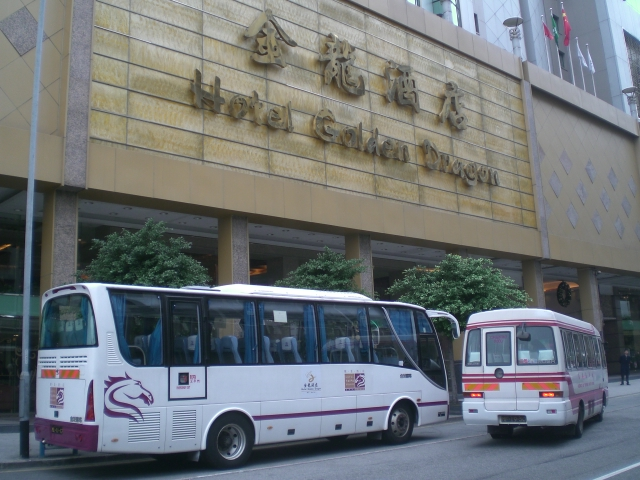
部分旅行社使用舊式ROSA小巴

## 重大意外

### 嚴重事故（涉重大人命傷亡）
- 2009年8月2日，一輛26路線小巴（車隊編號：R236）在駛離氹仔北安大馬路巴士站時，被一輛從後駛至的賭場巴士撞到尾部，事件中有19人受傷，包括9名旅客和新福利巴士司機，大部分傷勢普通。[2]

- 2011年9月27日下午1時許，一輛正行駛26線往路環方向的小巴（車隊編號：R245），當駛至西灣大橋時，疑因司機收掣不及，先撞向左方行車線上一輛故障的貨車，再撞向右方一輛私家車。事件導致巴士上10名乘客、貨車司機以及私家車上1名乘客受傷，意外後西灣大橋往氹仔方向交通受阻達一小時。另外警方被指疏忽，意外發生後只以一般交通意外的訊息向傳媒通報，以致沒有一家傳媒對該宗意外作現場採訪；警方則承諾完善通報機制。[3][4]

- 2012年10月30日凌晨，新福利一輛小巴（車隊編號：R277）正駛經友誼大馬路返回車廠，當由置地廣場路口右轉入仙德麗街時，懷疑於入彎時失控，巴士先高速撞爆放置於彎位分隔行車線的多個水馬，再撞向路邊花圃方停下。巴士司機撞爆擋風玻璃並拋出車外數米，頭部嚴重受創，送院後證實傷重不治。[5][6]

- 2017年8月19日下午2時，一輛新福利巴士17路線巴士在駛至雅廉訪大馬路與連勝馬路交界時，懷疑巴士機件故障，巴士撞向兩輛私家車及兩輛電單車才停下，導致兩人受傷。[7]

- 2020年1月3日上午10時，一部用作旅遊巴士的Rosa小巴於友誼大橋撞及一部隸屬澳門威尼斯人的宇通天然氣大巴，及後小巴因電線短路及油管漏油而起火燃燒，波及被撞的宇通大巴，最後兩車被燒剩鐵架，1名司機受輕傷。[8]

### 輕微事故
- 2009年8月17日中午12時許，一輛正行駛7路線的三菱ROSA雙門巴士接載着數名乘客，行經連勝馬路竹林寺附近時，車頂突然傳來一聲巨響，嚇煞乘客，司機於是停車了解情況，發現地上有兩小塊石屎，遂將石屎拾起放到車上。未幾一名裝修工人從對面大廈走出，有人聲稱在一住宅單位裝修，外牆石屎突然剝落，幸事件無人受傷，警員接報到場處理。[9]

- 2012年1月13日晚上，一輛正行駛28C線往關閘方向的小巴（車隊編號：R307），當沿中心街一直駛至看台街，一輛的士從看台街駛出時懷疑沒有讓巴士先行，巴士收掣不及先撞向的士右邊車身，再衝上行人路，掃毀數個鐵欄後再撞及一幢大廈的騎樓柱方停下。肇事巴士車頭嚴重撞毀，的士車頭右邊亦損毀。意外導致巴士上4名乘客不適送院。[10]

- 2012年8月15日凌晨，新福利一輛小巴（車隊編號：R290）正沿連勝馬路往高士德方向行駛，期間突然被一輛私家車攔腰相撞，巴士被撞後失控衝前，撞毀5輛停泊在路邊的私家車及約10輛電單車方停下。肇事巴士左邊車頭嚴重損毀，車上三名乘客受輕傷，肇事私家車懷疑於路口沒有讓先引發意外。[11]

- 2012年10月28日凌晨，一輛新福利工程小巴（前R121）正拖著一輛故障的中巴（車隊編號：K77）駛經塔石廣場返回青洲車廠。當駛進地下行車隧道時，懷疑工程車意外脫鈎，無人駕駛的巴士於是向前俯衝，先撞及工程車車尾，將工程車推向牆邊，再向前衝數十米，車尾在上斜彎位撞破隧道消防喉管始停下，水柱從破口噴出，造成隧道輕微水浸。肇事中巴右邊車尾損毀，幸事件中無人受傷，受水浸影響，隧道右邊行車線一度封閉超過十二小時。[12]